# 24 -TWENTY FOUR- の登場人物
24 -TWENTY FOUR- の登場人物（トゥエンティフォーのとうじょうじんぶつ）では、米国のテレビドラマ『24 -TWENTY FOUR-』に登場する人物について記述する。
なお「Recurring」とは、出演が「guest」扱いのものを意味する。

## バウアー家
ジャック・バウアー（Jack Bauer）
演 - キーファー・サザーランド、日本語吹替 - 小山力也
登場：シーズン1 - 8、リブ・アナザー・デイ
本作の主人公。元デルタフォースという経歴を持ち、その後も様々な特殊任務の指揮官を務めてきた。
テリー・バウアー（Teri Bauer）
演 - レスリー・ホープ、日本語吹替 - 土井美加
登場：シーズン1
ジャックの妻でキムの母。
19歳でキムを産み、ジャックと結婚する。シーズンから2年ほど前にジャックが任務で家を空け、帰ってきた際にまるで別人になってしまったことで別居している。彼女によると「心ここにあらず」の状態だったとのこと。シーズン開始直前に帰ってきたものの、キムとはギクシャクしており、ジャックともまだ少しギクシャクしている。
家を抜け出したキムを探しに出た際に、キムの友人ジャネットの父親に化けたテロリストに誘拐され事件に巻き込まれる。ジャネットが入院する病院では心配であわてふためくばかりだったが、合流したジャックに初めて仕事のことを聞き、励まされたことで気持ちが変わり、一転して芯の強い女性になる。監禁中にはキムをレイプしようとした男に自らを差し出し、更には男から携帯を盗み出す離れ業をやってみせ救出に重要な手がかりとなり、ジャックがゲインズのアジトを襲撃して無事に助け出され、CTUに保護される。
しかし、直後にドレーゼン一味の襲撃に合い、隠れ家の車で無事に逃げたものの、崖で止めた車が落下して爆発。それによりキムが死んだと勘違いし、心因性の記憶喪失を引き起こして彷徨うことになってしまう。
ようやく記憶を取り戻し、CTUに無事に保護されたが、最後でニーナがテロに関与していることに気付いてしまったため、彼女に殺害される。シーズン1は彼女の死体をジャックが発見したところで終了。彼女の死によってジャックは休職（本人は辞めた）しており、今後のジャック（そしてキム）の行動に大きな影響を与えている。
DVDの特典には、最後のシーンを変更した、ニーナに殺されずに拘束されるに留まる別の結末が収録されている。
キンバリー・バウアー（Kim Bauer）
演 - エリシャ・カスバート、日本語吹替 - 園崎未恵
登場：シーズン1 - 3、Recurring：シーズン5、7 - 8
ジャックとテリーの娘。愛称はキム。高校生の頃にパーマー暗殺犯グループに誘拐され、母親を殺される。
その後CTUで情報分析官として勤務していた頃に出会ったチェイス・エドモンズと暮らし始めたのをきっかけに、父親から独立。以後はたまに父親と顔を会わせる程度である。
グラハム・バウアー（Graem Bauer）
演 - ポール・マクレーン、日本語吹替 - 佐藤祐四
登場：シーズン5 - 6
ジャックの実弟。ジャックにグレイと呼ばれているが非常に仲が悪く、最後に合ったのはテリーの葬儀の時だと語っている。バウアー家の跡継ぎで経済界の若手実力者だが、フィリップからの評価はあまり良くなく、ジャックの代わりという扱いであった。
シーズン5
ローガンと結託したテロの主犯グループの1人。作中ではローガンに終始指示を与え、事件後もローガンの黙秘もあって全く捜査線上に上がらなかった（ローガンもグラハムというファーストネームしか呼ばなかった。シーズン中ではジャックの弟ということも不明であった）。また、ジャックが中国に拉致されたのも、自身の関与の発覚を恐れて、彼が中国当局へ情報をリークしたためであった。
シーズン6
シーズン5の陰謀に関して嗅ぎつけたファイエド達の脅しによって、下請け業者が処理を依頼されていた核兵器の横流しを行う。
その後、情報の隠蔽に奔走するがCTUに発覚し、中国から帰還したジャックに再会。話をはぐらかそうとするも見破られて拷問を受け、マッカーシーのオフィスの情報を流す。そこで本性を現し、ジャックとフィリップを殺害しようとして失敗したために再度ジャックに捕まる。再び訊問したことでシーズン5でのパーマー元大統領の暗殺、トニーとミシェルへの襲撃を指示していたことを自白する。しかし、これは隠蔽用のカバーストーリーで主犯であるフィリップを庇うためであった。うまくいったとフィリップに報告した直後、実の父フィリップに口封じのために殺害されてしまう。
マリリン・バウアー（Marilyn Bauer）
演 - レナ・ソファー、日本語吹替 - 吉川亜紀子
登場：シーズン6
グラハムの妻。テリーと結婚前のジャックの元恋人。
ジャックがテリーと結婚したため、あてつけのように弟のグラハムと結婚したものの20年以上ジャックのことを想っている。
当初は夫であるグラハムのことを信じ、拷問をしようとしているジャックに反発するが、事実が明るみに出た後は、息子のジョシュを守る為に一転してジャックに協力する。
グラハムが以前ロシア人と密会していたことを思い出した為にジャックに同行するが、ジョシュを誘拐したフィリップから脅迫されて捜査を妨害してしまう。チームを失ったジャックに責められるが真実を話し、ジャックのおかげでジョシュをなんとか取り戻す。
しかし、再びフィリップがジョシュを誘拐する為に中国人を使ってCTUを襲撃。またしてもジョシュを拐われてしまうが再びジャックたちCTUのメンバーの活躍により事なきを得た。
ジョシュ・バウアー（Joshua "Josh" Bauer）
演 - エヴァン・エリンソン、日本語吹替 - 増川洋一
登場：シーズン6
グラハムとマリリンの一人息子で、ジャックの甥。
祖父のフィリップが跡継ぎになるように強要されている。その為、彼や彼の意を組んだ者たちによって何度も誘拐される目に遭う。
グラハムを訪ねて家に来たジャックを恐いと発言しているが、彼に救われるにつれて次第に彼を頼るようになっていく。
グラハム逮捕後の調書を受けて帰宅する際に祖父フィリップに誘拐され、ホテルに軟禁される。フィリップの言動に疑問を感じた彼は脱出を試みるが失敗。ジャックとの人質交換により助かるが、今度はCTUが襲撃を受けて誘拐される。ジャックの活躍により何とか救われたが、拐われる途中でフィリップからの電話を受けたことをジャックに話した。
終盤、今度はフィリップが政府と交渉して基板とジョシュを交換されてしまい、海上石油採掘場に連れていかれる。あい変わらず彼には跡継ぎになるように説得されるが、隙を突いて彼の拳銃を奪って重傷を与える。殺そうとしたが、助けに来たジャックに止められ、人を殺す意味を説かれて思い止まった。
その後、彼と共に石油採掘場を脱出した。
フィリップ・バウアー（Phillip Bauer）
演 - ジェームズ・クロムウェル、日本語吹替 - 糸博
登場：シーズン6
ジャックとグラハムの父。BXJテクノロジーの会長。
（本人は登場しないが）シーズン5における陰謀にグラハムと共に加担しており、それをネタにファイエドやグレデンコに脅され、廃棄予定の核兵器を横流しした。その後、グラハムに足が付いてジャックに拘束された際には無関係を装い、実の息子グラハムを口封じのために殺害した。
密かに（自ら跡継ぎと称する）ジョシュを連れて逃亡を図うとマリリンにジャックの捜査を妨害させるが、マリリンの協力を得たジャックに追い込まれ、ジョシュを取り返されてしまった。しかし、ジャックの裏をかき、ローガンの電話番号を置いて逃亡に成功する。
終盤に再度登場。ジョシュを諦めきれずに彼を連れて中国への亡命を望み、チェンに協力する。核兵器のFB回路基板を修理する代わりに、ジョシュの誘拐を条件に出すが失敗。自ら大統領に連絡してFB回路基板とジョシュの交換を要求。要求を飲んだ政府からジョシュを手に入れ、自社が所有する海上石油採掘場で、チェンと共に中国の潜水艦を待つ。しかし、そこをジャックに襲撃され、さらにはジョシュに拳銃を奪われて撃たれ瀕死の重傷を負う。そして、ジャックの助けを拒否し、軍の採掘場を対象とした爆撃に巻き込まれ死亡した。
ジャックの実父だが仲は良くない。しかし、フィリップはジャックを評価しており、本当はグラハムではなくジャックに自分の跡を継いで欲しかった。中盤ではジャックを殺せるチャンスがあったのにもかかわらず、殺さず見逃している。また「愛国者」を名乗っており、シーズン5の陰謀も含めて自身の行動を正当化している。しかし、中国の将来性を説いて米国を裏切るなど、カレンからは反社会性人格障害者と指摘されている。その為、実の息子であるグラハムを平気で殺し、逃げようとしたジョシュに銃を向けて「家族よりも築き上げたもの」が大事として平然と言い放ち、その都度自分に都合がいい組織に鞍替えしたり、取引相手を入れ換える。
当初のキャスティングは、ジャック役のキーファ・サザーランドの実父であり、シリーズのファンでもあるドナルド・サザーランドにオファーがされた。しかし、ドナルドは、役の上とはいえ息子を殺そうとする設定のため「たとえドラマでも愛する息子とそんな形で競演するのはいやだ」と断ったとされる。
スティーブ（Stephen）
演 - ポール・ウェズレイ、日本語吹替 - 羽多野渉
登場：シーズン7 - 8
キムの夫。キムを大切に思い、ジャックのことも大切に考える非常に真面目で優しい男性。
テリー（Teri）
演 - クレア・ギア（Claire Geare）、日本語吹替 - 宮下典子
登場：シーズン8
キムとスティーブの娘でジャックの初孫。ジャックのことを名前で呼んでいたらしく、「おじいちゃん」と呼ぶよう約束したようだがあまり守られていないようである。
数々のテロリストを屈伏させてきたジャックも形無しの存在である。

## パーマー家
デイビッド・パーマー（David Palmer）
演 - デニス・ヘイスバート、日本語吹替 - 福田信昭
登場：シーズン1 - 3、Recurring：シーズン4 - 5
アメリカ史上初のアフリカ系合衆国大統領候補（後に当選）。シーズン5にて死亡するまでジャックに次ぐ24シリーズの重要人物と言え、一連のテロ事件を通しジャックの友人でもある。
シェリー・パーマー（Sherry Palmer）
演 - ペニー・ジョンソン・ジェラルド、日本語吹替 - 小宮和枝
登場：シーズン2、Recurring：シーズン1、3
デイビッドの妻（後に離婚）。非常に高い政治力を持つだけでなく、饒舌で人を説き伏せることが得意。デイビッド自身も彼女に説き伏せられたりすることも度々ある。彼のためと言いつつ、自身の思う「デイビッド・パーマー大統領」を作り上げようと目論むだけでなく、「大統領夫人」としてホワイトハウスに入りたい野望を密かに持つ。デイビッド本人にも気づかれないよう彼の身辺で暗躍する。
全シーズンを通して、口では自分が悪かったとは言っているものの、一切そういう気持ちはなく「私が正しい」と思っている。最後まで自分の否を認めずに話を進めるために周りとも衝突を起こす。特にシーズン2でのリン・クレスギに対する圧力は元妻という立場から目に見えて強い。デイビッドに対する愛は本心かもしれないが、どんな時も自分の否を決して認めようとせず、相手に対しても決して歩み寄ろうとはしなかった為にデイビッドに離婚されてしまった。更には「正しい」というその思い込みから逆怨みに発展してしまったことでシーズン2ではキングスレーの誘いに乗ってしまった。
結果、この性格や手法が仇となり、最後は切り捨てたジュリアに射殺されるという哀れな最期をとげた。
シーズン1
デイビッドに妻として、古くからの良き支援者として信頼されていた。しかし、裏ではスキャンダルを揉み消すための暗躍などを行い、それら不誠実な手段が明らかになることによってデイビッドに不信感を抱かせる。
子の気持ちを考えもせず彼を守る為、と揉み消しが正しいと決め付けて様々な揉み消し工作と、ジャックの家族を守るために自身の死を偽装したデイビッドに逆らってマスコミにリークしたことが決定的となって離縁される。
シーズン2
デイビッドへの対抗派閥のメンバーを探す為に自ら司令部に赴き協力を懇願して調査に乗り出す。しかし、リン・クレスギに対するあからさまな嫌がらせを行い、彼女より有利な立場に立とうとする。順調に調査を進めているように見えたが、裏では対立派閥に内通しているという、またしても裏切り行為だった。
さらには、核爆弾テロの黒幕であったキングスレーに協力していたことも発覚。しかし、恩赦を条件にジャックに協力してキングスレーを出し抜いたが逮捕された。
シーズン3
パーマーの首席補佐官でもあった弟のウェインと最大支援者ミリケンの妻ジュリアとのスキャンダルを解決するように、デイビッドに頼まれて行動する。しかし、またしても暴挙に出る。ミリケンを事故死に見せかけて殺し、怒ったデイビッドに突き放された。それを恨み、今度は対立候補のキーラーにミリケン殺害の証拠と情報を渡してパーマー大統領を脅迫。のうのうとバカンス気分でビーチで過ごしていた。その後、デイビッドとの取引に向かうが、裏があることを知り帰宅。ウェインを発見するが、精神不安定に陥ったジュリアが自宅に現れ、彼女に怨み辛みをぶちまけられた後に射殺された。
策を弄するあまりにジュリアを追い込み、その彼女に殺されるというあまりに哀れな最期であった。
キース・パーマー（Keith Palmer）
演 - ヴィセラス・レオン・シャノン、日本語吹替 - 加瀬康之
登場：シーズン1、Recurring：シーズン2
デイビッドの長男。かつて、妹のニコールをレイプした犯人を事故死（ないし故殺）させたことがあり、これがシーズン1のサイドストーリー（パーマーと後援者たちとの対立）の原因となる。事件そのものは、後援者たち（実行者は彼らの手足であるカール）によって秘匿され、父デイビッドすら知らなかったが、事情を知ったキースの主治医が女性記者モーリーン・キングスレーにリークしたことで、デイビッドも知ることとなる。後援者たちの暗躍が続く中、結果としてキースの行動によって、スキャンダルの火を消し、さらに後援者たちを封じ込めることに成功する。
その後のシーズン2の1話では休暇の父親と共に魚を釣っていた。
ニコール・パーマー（Nicole Pamer）
演 - メガリン・エキカンウォーク、日本語吹替 - 細野雅世
登場：シーズン1
デイビッドの長女。過去にレイプされたことが、シーズン1でのサイドストーリーの遠因となる。今でも心に傷を持ち、事件のことで言い争いをした家族の前でひきつけを起こしてしまうほど。
シーズン2では父の休暇にと兄と行く予定だったようだが、魚釣りの際に体調が悪かった為に来られなかったと1話で語られている。
ウェイン・パーマー（Wayne Palmer）
演 - D・B・ウッドサイド、日本語吹替 - 古澤徹
登場：シーズン6、Recurring：シーズン3、5
デイビッドの弟。兄の首席補佐官として登場する。後に亡き兄の意思を継いで合衆国大統領となる。
サンドラ・パーマー（Sandora Palmer）
演 - レジーナ・キング、日本語吹替 - 加藤沙織
登場：シーズン6
デイビッドとウェインの妹。アメリカイスラム連合で働く弁護士。
兄のデイビッドと同じく強い意志を持った女性であり、イスラム教徒への人権侵害に反発。イスラム連合へ調査しに来たFBIの捜査を邪魔したため、恋人でイスラム連合のワリードと共に逮捕されてしまう。その後、ダニエルズによる中東への攻撃を阻止するために、重体となったウェインの意識を取り戻すための同意をした。

## ワーナー家
ボブ・ワーナー（Bob Warner）
演 - ジョン・テリー、日本語吹替 - 金尾哲夫
登場：シーズン2
貿易会社社長。ケイトとマリーの父親。
会社の不明データよりナイールの次にテロリストとの関係を疑われる。貿易商という仕事の関連でCIAの外部協力員でもあり、それによって情報を明かせなかったことで不利な立場に立たされてしまう（後にCIAを介して無実を証明）。
マリー拘留後は、ケイト同様に深く悲しんだ。
ケイト・ワーナー（Kate Waner）
演 - サラ・ウィンター、日本語吹替 - 冬馬由美
登場：シーズン2、Recurring シーズン3
ワーナー家の長女。
シーズン2
母親が死んでからは妹のマリーを母親のように面倒を見ていた。その妹の婚約者であるナイールの素性に疑問を抱き極秘で探偵に調査させる。それが発端となって、サイエド・アリに探偵と共に拉致されてしまい、探偵は拷問の末に殺害され、彼女自身も殺害されそうになるもジャックに救出される。
助けられた後は、唯一アリの顔がわかるということでCTUの捜査に協力し、アリの逮捕・拘束に一役買う。その後、マリーがテロリストだと知らされ深く悲しむも、テロを阻止するためにジャックに協力。後半では、物語の鍵となる音源データを巡りジャックと行動を共にする。
一連のジャックとの行動によって彼に惹かれ始め、また、愛妻のテリーを失ったジャックも彼女に惹かれるようになる。終盤にゲイリー・マシスンを射殺したキムを迎えに行き、人を殺したことで動揺と疑心暗鬼になっているキムをなだめて連れ帰った。
シーズン2直後のエピソードでは、ジャックやキムと同居している。
シーズン2.5
テロリストに誘拐されてしまい、父ボブを脅迫する材料に利用される。終盤、マックス（テロの主犯）が人質にして逃走を計った際にマックスが射殺されたことで救出された。
シーズン3
CTUでの任務や潜入捜査などで家族を失っていったジャックが大切な人を失いたくない気持ちから疎遠となって別れてしまう。
マリー・ワーナー（Marie Warner）
演 - ローラ・ハリス、日本語吹替 - 高橋理恵子
登場：シーズン2
ワーナー家の次女。「第二の波」のメンバー。母親が死んだ直後の精神が不安定な時期に「第二の波」と出会い感化されてテロに参加する。
シーズン2
父の部下であるナイールと婚約しており、テロ当日に結婚式を送る予定で直接は計画に参加していなかった（貿易商である父親の職業を利用して後方支援的な役割を担っていた）。しかし、ナイールが無実を証明することにより真実が明らかになり、テロ計画に支障が出ることを恐れ、ナイールと同行していたCTU職員2人を射殺する。サイエドの命令で核爆弾の運搬を行い、サイエドが逮捕された後も独自に動いてテロを行おうとし、邪魔をするケイトまで殺そうとする。間一髪のところで駆けつけたジャックに撃たれて拘束・逮捕される。
逮捕後にジャックに尋問を受け良心を見透かされるも余程、母親の死が大きな影を残したようでサイエドからの洗脳は強力に作用し、彼への忠誠は絶大だった。最後まで嘘の情報を教えようとするも見破られケイトの説得にも最後まで耳を傾けることはなかった。
最後はCTUの面会室で拘束具を付けられ父ボブとケイトに面会したが、最後まで家族やアメリカへの恨み辛みを重ね改心の余地はなく、｢テロはまだ続く｣と吐き捨てていた。 裏設定では米兵が友人をレイプしたことがテロ行為に荷担した動機となっている。
シーズン2.5
シーズン2から2.5の間に既に死亡したことが示唆されている。
レーザ・ナイール（Reza Naiyeer）
演 - フィリップ・ライズ、日本語吹替 - 坪井智浩
登場：シーズン2
ボブ・ワーナの部下でありマリーの婚約者でもある。アラブ系イギリス人。
ケイトに素性を疑われたことが発端でCTUに拘束されるが、上司のボブが自分のアクセス権限を悪用していたと主張する。その後、自分の無実を証明するため、CTU職員と共にワーナー社へ行きパソコンを調査していたが、計画が破綻することを怖れた婚約者マリーによってCTU職員共々に射殺される。

## ヘラー家
ジェームズ・ヘラー（James Heller）
演 - ウィリアム・ディヴェイン、日本語吹替 - 塚田正昭（シーズン4 - 6） → 真田五郎（リブ・アナザー・デイ）
登場：シーズン4、リブ・アナザー・デイ、Recurring：シーズン5 - 6
キーラー政権、ローガン政権時でのアメリカ合衆国国防長官。
シーズン3から4にかけてCTUを解雇されたジャックを特別補佐官として直属の部下として雇い入れ、愛娘と彼の関係を認め信頼する。ジャックもまた、実父フィリップとの不和もあって、実の父のように慕っていた。しかし、シーズン6ではオードリーの件で一転して険悪な関係となる。リブ・アナザー・デイでは大統領として登場。ジャックがロンドンに現れ、自分を暗殺しようとしていると聞いた時には真っ先に否定。かつてはジャックを相当憎んでいたが、やはりどこかで彼の愛国心を信じていたようで、彼を呼び寄せて協力を仰ぐ。
シーズン4
CTUを解雇されたジャックを特別補佐官として雇っていた。
愛娘オードリーと共にテロリストに拉致され、人民裁判にかけられる。愛国者でテロリストに利用されないように脱出や自殺と様々な手を図るが失敗。最終的にはジャックに救出され、ジャックと共に脱出とオードリー救出時の銃撃戦に参戦した。その後は、CTUロス支局でブキャナンと共に指揮をとる。
シーズン5
ローガン政権でも国防長官として留任し、当初は日本に滞在していたが、終盤にパーマー暗殺の報告を受けて急遽帰国する。
帰国直後にジャックから今回のテロの黒幕がローガンであると知らされるが、国の将来を心配して証拠をローガンを辞任に追い込むようジャックを裏切る。しかし、証拠を盾にローガンに辞任を要求したものの証拠が奪われて形勢逆転されてしまい、さらにはヘンダーソンの部下に命を狙われる。ジャックを信じなかったことを詫びるかのように、ヘンダーソンとの取引の材料に使われないためにと車ごと湖に飛び込み自殺を図る。
1度は死んだと思われたが、30分ほどでCTU戦術チームに救われて一命を取り留めた。
シーズン6
中国当局に拉致されたジャックの釈放について何の手も打たなかったことで、オードリーが中国に彼を探しにいって死亡。このことで一転して険悪な関係になる。
実は生きていたオードリーが保護されたことでCTUを訪れ面会する。面倒をみると申し出たジャックに、「君は呪われている」と憎悪の目で言葉を放ち、オードリーとの関係を一方的に断ち切る。
事件の解決後、ヘラー家に忍び込んだジャックと再度話し合うこととなり、そこで自分が（ジャックの）救出に全力をあげなかったことが原因であると認め、その上で責任をジャックに転嫁してしまったと謝罪した。
リブ・アナザー・デイ
大統領となり、イギリスにある米軍基地の設置延長の為の会談にイギリスに訪れている。認知症を患っておりオードリーの再婚相手でスタッフのマークから職務を全うできるか疑問を投げられているが、無人機の爆撃に奮起したことで無事に乗り切る。ジャックが自分を暗殺しようとしていると聞いたが真っ先に否定し、彼を呼び寄せて復職させた。
しかし、テロリスト犯であるマーゴット・アルハラジ一家の確保が出来ないまま攻撃予告の時間が迫るなかで、独断でマーゴットとの取引に応じる決意をし、要求の場所であるスタジアムにジャックと共に向かう。マーゴットは無人機でヘラーを爆撃するが、寸前のところで乗っ取り装置に侵入したジャックとクロエの協力で命を救われる。
その後、チェンによって奪われた装置によって中国の空母を誤爆される事態が発生。中国と戦争寸前の危機に陥る。中国から衛星2機を撃墜され、さらには沖縄米軍基地の12海里に侵入され、あわや開戦という所でジャックからチェン確保の知らせを受けて戦争を回避することに成功したが、オードリーの死を知らされた事で倒れてしまう。
翌日、エアフォースワンでオードリーを連れ帰る為に式典を行う中で、イギリスのアラステア首相に認知症になってしまったことで、オードリーの写真を見てもオードリーだとしばらく気付かなかったことを話し、今日起きたこともすべて忘れてしまうことに対する無念を寂しそうに打ち明けていた。
オードリー・レインズ（Audrey Raines）
演 - キム・レイヴァー、日本語吹替 - 田中敦子
登場：シーズン4 - 5、リブ・アナザー・デイ、Recurring：シーズン6
ヘラーの娘。父を上司として国防総省で働いており、同僚のジャックと関係を持つようになる。
シーズン4
父と共にテロリストに誘拐されるが、ジャックの活躍によって助け出される。その後、冷えた関係の夫ポールに疑いがかかり、ジャックが彼を拷問する。そのジャックの姿を見て、彼に対する愛情が揺らぎ、逆にポールとの関係が修復する。その後、無実とわかったポールは捜査に協力するが、そこで重傷を負う。捜査を優先しようとするジャックは、彼よりも情報源の男の治療を優先させたため、ポールは死亡してしまう。このことにオードリーは激怒し、またジャックの死が偽装であることを知らされていなかったため、2人の関係は終わる。
シーズン5
ジャックの生存を知り、彼と再会する。一時はヘンダーソンの策略によって疑われるが、すぐに誤解は解ける。そして一連の事件の捜査を通して関係が修復され、愛が再燃する。しかし、テロ解決後にジャックは中国当局に拉致されてしまい、再び離れ離れになってしまう。
シーズン5〜6の間でジャック救出に動かない政府を見かねて、単身中国へ向かう。しかし、交通事故で死亡したという形で、中国当局に監禁されてしまう。
シーズン6
中国で死亡したと思われていたが、チェンが、ジャックと核兵器の基板を取引するための人質として米国へ連れてくる。基板は奪われたものの、オードリーは助け出される。しかし、数々の拷問で弱りはて、歩くこともままならず、薬物による拷問によって廃人寸前となっており、ジャックと父ジェームズを目の前にしても彼だとも解らず、二人に大きなショックを与える。
リブ・アナザー・デイ
シーズン6後、マーク・ブードローと出会い、彼が根気よくリハビリに付き添ったおかげで回復。その後マークと結婚し、｢オードリー・ブードロー｣と名を改めている。
ヘラー大統領の秘書であり、政権の主要人物の一人として活躍。かつてはチェン・ズィーの拷問で追い込まれていた彼女だったが、マーク・ブードローと出会ったことで無事に回復し、マークと結婚する。幸せな生活を送っていたが、ジャックが現れたことでマークに対する気持ちは変わらないものの、ジャックに対して残る恋心や贖罪の気持ちから動揺する。それを見たマークも嫉妬から態度が変わり出し、衝突してしまうもののヘラー大統領を支える為に再び絆を取り戻していく。
終盤に中国の攻撃を引き留める為に中国の要人の娘と面会している最中にチェンの襲撃を受けて人質になってしまう。ジャックから救出を依頼されたケイトがチームと救出に向かい無事に救出されたが、潜んでいたもう一人の狙撃者の銃撃により命を落とす。
リチャード・ヘラー（Richard Heller）
演 - ローガン・マーシャル＝グリーン、日本語吹替 - 室園丈裕
登場：シーズン4
ジェームズ・ヘラーの息子でオードリーの弟。集会での父親に対する非難をやめるようジェームズに説得されていた時に誘拐事件が起きたため、CTUに拘束されて拷問を受けるが、釈放される。
その後マルワンとの電話相手に浮上したため再びCTUに連れてこられたが、同性愛者であることを知られないために無意識な関与を隠していたことが発覚し、結果的に多くの命を失わせることになったとジェームズに非難される。
ポール・レインズ（Paul Raines）
演 - ジェームズ・フレイン、日本語吹替 - 後藤敦
登場：シーズン4
シーズン4でのオードリーの夫。1年前から別居中で、話し合いを伸ばしに伸ばした為にオードリーからは三行半を突きつけられ、別居から半年ほどでジャックとオードリーは深い関係になっている。
オードリー救出後、彼女が心配な為にCTUに現れる。そこでジャックとオードリーの関係に気づく。義父のヘラー長官にそのことを報告するが、逆に話し合いを避けていたことを非難されて娘の自由にさせろと警告された。
その後、自身が共同所有する建物がマルワン達テロリストのアジトに使われていた為に、一味との関係を疑われてジャックに尋問を受ける。実際は弁護士を通してサインしていた形だった為に彼自身は無関係だった。だが、自身の会社が提供したハード類が使われていた為に、自分なら早く調査が出来ると協力を申し出てマクレナン・フォースター社で情報の回収に成功したが、直後のEMPでデータは破壊されてMF社のコンロンに捕まり拷問を受ける。無事にジャックに救われるが、狙われたジャックを銃撃から庇い負傷し、CTUの医療室に搬送される。無事に回復し容体は安定していたが突如急変。しかもタイミング悪く負傷したテロリストが運び込まれ、彼から情報を聞き出さなければならない為にジャックがポールよりもその男の治療を優先させたことで命を落とした。
マーク・ブートロー（Mark Boudreau）
演 - テイト・ドノヴァン、日本語吹替 - 横堀悦夫
登場：リブ・アナザー・デイ
オードリーの再婚相手であり、ヘラー大統領の首席補佐官。廃人同然だったオードリーと知り合い、彼女に付きっきりで看病して再起させた人物。
犯罪者としてのジャックしか知らないことと元恋人である嫉妬から、ジャックがロンドンに現れたことを知った時は大統領を暗殺しに来たと思い込み、更にはヘラー親子に関わらせたくない一心と、以前から要請のあったロシアからのジャック引渡し要求を呑むためにヘラー大統領の知らない所で引渡し協定を作り、大統領のサインを偽装してロシアに売ろうとしていた。
しかし、ジャックが大統領命令により復職したことで状況は一変。大統領やオードリーがジャックを信頼していることを知ったことで少し心境が変化したものの、サインの偽装がバレるのを恐れたブードローはロシアに水面下でジャックを追跡させたが失敗。情報を売ったことがバレた為に反逆罪に問われて逮捕されそうになるが、ジャックの提案によりロシアのスパイ強襲作戦に参加させられる。事件が終了した後はそのままCIAに拘束された為、オードリーの遺体にも会わせてもらえないまま、アメリカに犯罪者として移送された。
結果的に大統領やオードリーを裏切ってしまう形になったものの、その行動はヘラー大統領を本気で大切に思う気持ちからと、過去にジャックのせいで中国に拷問を受けたオードリーを夫として心配するあまりの行動であり、決して根っからの悪人という訳ではない。

## テイラー家
アリソン・テイラー（Allison Taylor）
演 - チェリー・ジョーンズ、日本語吹替 - 久保田民絵
登場：リデンプション、シーズン7 - 8
アメリカ初の女性大統領。首席補佐官のイーサン・ケニンに絶大な信頼を置いている。自由と正義のためには他国への介入も辞さないとする立場をとる理想家ではあるが、実際は自分の夫や娘が危険に晒されると感情的になり大統領という立場を忘れ妻や母親として行動したり、イーサン・ケニンが辞任した際には娘を臨時補佐官に迎える甘さ、シーズン8では大局を放棄した愚行に走ってしまったりと、目的のためには自分の理想と忘れて異なる行動を黙認する等、理想家には程遠い人物。
リデンプション
大統領就任式の約2時間前、ホワイトハウスにて新旧閣僚達と引き継ぎ中で、サンガラのクーデターの件を聞く。数時間後には自分の手元に回って来るために、早速ダニエルズ大統領とトム・レノックスに口を挟んでいる。
その後、ダニエルズから自分の信念を曲げなければいけない大統領の職の意味や責任の重さについて語り合い、就任式に挑む。
シーズン7
サンガラへの介入をしようとしていたが、テロにより妨害を受ける。ビル・ブキャナン達の独自行動を知ったことでビル達に協力を要請する。彼らの活躍により、航空機ニアミス、劇薬タンク暴走等、数々のテロを阻止し、CIPモジュールの破壊とデュバクの逮捕にも成功。
しかし、密かにアメリカに入国したジュマ将軍一派にホワイトハウスを占拠され、避難室に逃げ込むが、娘オリヴィアを人質に取られる。彼女を殺すと脅されたことで大統領という立場を忘れ取り乱し、避難室から飛び出す。だが、これはジャックの作戦でジュマに屈服したと見せかけて声明を読みはじめる。そして、ビルの特攻とジャックの活躍により救われ、再び指揮を取った。その後、娘のオリヴィアを手元に置きたいからと入閣させアドバイスを受けるが、首席補佐官のイーサンをないがしろにしてしまう。更には生物兵器を手に入れたスタークウッドのジョナス・ホッジスの脅迫に負けて決定した爆撃を閣僚を無視して中止させる暴挙に出るが、その後ジャックの説得に応じてミサイル爆破を許可した。ホッジス逮捕で終わったかに思えたが、オリヴィアが殺し屋を雇い、テロの主犯格のホッジスの殺害を命令したことが判明したりと彼女の心が折れる出来事があったが、イーサンの助力もあり気力を取り戻した。
シーズン8
長年公約に掲げていた中東との和平交渉の為に国連にてカミスタンのハッサン大統領と和平交渉が大詰めとなっていた。しかし、カミスタン大統領ハッサンの暗殺事件に始まる一連のテロ事件が起こり事件の解決を指揮。
シリーズ中盤でローガンからロシア関与を知り、和平交渉に固執する余り彼の策謀に加担。ジャックに直々に手を引くよう命じるがジャックの怒りを更に激しく燃やしてしまう。イーサンの説得により一度は会談の中止を決意したが、ローガンの口車に乗って完全に計画に荷担する。
泥沼化の一途を辿り、イーサンの願いも虚しく計画に加担したことで彼からも見放され辞任を申し出られる。その後、散々ローガンの口車で翻弄され暴走し、自らをおとしめ、ロシア関与をダリアに気付かれた時には報復を持ち出して脅すなど、完全に人の道を踏み外した。
ローガンがスワロフ大統領との会話を録音した証拠を確保したSDカードのデータを見たところ、ジャックのキムに対する遺言を聞いたことでようやく改心。最終的に合意の調印式で今回の陰謀を暴露する形で幕引きを図り、ジャックへの罪滅ぼしをするかのように暗殺命令を取り下げ、ジャックへ全てを話して逃亡の時間を作った。
ヘンリー・テイラー（Henry Taylor）
演 - コルム・フィオール、日本語吹替 - 飛田展男
登場：リデンプション、シーズン7
アリソンの夫。
シーズン7
息子・ロジャーの死に関して疑いを持ち、内々に調査を進めており、その事実を知る。その為、内通者であるゲッジ護衛官に命を狙われて麻痺薬を飲まされ自殺に見せかけて殺されかけるものの、最後の力で反撃して何とか生き延びるが、フォスラーに誘拐されてしまう。ジャックが救出に向かった際、テロリストに撃たれて重症を負ったが一命を取りとめた。
その後、オリヴィアが殺し屋を雇っていたことを知り、すでに息子を失い心に傷を負っていたため娘まで失いたくないという思いで、アリソンに隠蔽するよう懇願したが、結果的にアリソンが逮捕という決断をしたため、彼女と険悪になってしまい離婚した。
シーズン8
アリソンと離婚。また離婚する前はマスコミの前で彼女のことを批判していたとのこと。
ロジャー・テイラー（Roger Taylor）
演 - エリック・ライヴリー、日本語吹替 -
登場：リデンプション
アリソンの息子。
友人からテロ関連の不正送金に関する情報を得たことを理由に、リデンプションとシーズン7の間に殺害された（ただし、表向きは「自殺」となっており、父・ヘンリー以外はそのように信じている）。
オリヴィア・テイラー（Olivia Taylor）
演 - スプレイグ・グレイデン、日本語吹替 - 新野美知
登場：シーズン7
アリソンの娘。過去にアリソンが大統領選挙戦の際に、敵側の情報をマスコミにリークする行為をした為に政権から離されている。
父ヘンリーが撃たれた為にホワイトハウスに呼び寄せられるが、襲撃事件に巻き込まれてしまい人質にされる。突入により救われ、その後臨時のアドバイザーとして政権に復帰し、イーサン・ケニンを辞任に追い込んだ後に臨時首席補佐官となる。
ホッジスへの怒りから殺し屋に彼の殺害を依頼し、途中で思いとどまるが殺害は実行される。その後自分の罪を認め、大統領である母の判断で告訴された。
シーズン8では登場せず刑務所に服役している（アリソンの発言より）。
サマンサ・ロス（Samantha Roth）
演 - カーリー・ポープ、日本語吹替 - 武田華
登場：リデンプション、シーズン7
ロジャーの恋人。ロジャーの死に関して真相（自殺ではなく他殺）を知っており、当初はそれを隠していたが、ヘンリーに問い詰められて真相を打ち明け、その証拠が入ったデータを渡すが帰宅したところをデュバクとつながっていたシークレットサービスのブライアンに刺殺される。

## 政府機関
CTU / FBIワシントン支局 / CIAロンドン支部 / USSS（シークレットサービス） / その他政府機関

### FBIワシントン支局
ラリー・モス（Larry Moss）
演 - ジェフリー・ノードリング、日本語吹替 - 咲野俊介
登場：シーズン7
FBIワシントンDC支局支局長。離婚歴あり。
指揮官としても現場捜査官としても優秀な人物であるが、ルールを大事にしているため、何かとジャックと対立する。さらにルネに想いを抱いている節があり、彼女がジャックの影響を受けることもそれに拍車をかけていた。
後半はジャックとのわだかまりも解け、友好的に接する。共に生物兵器を追いかけ、スタークウッドの基地の捜査などで陣頭指揮を執る。ホッジス拘束後、持ち去られた生物兵器をトニーと追いかける。しかし、銃撃戦で負傷したところスタークウッドの社員と繋がっていたトニーにより殺害される。
ルネ・ウォーカー（Renee Walker）
演 - アニー・ワーシング、日本語吹替 - 魏涼子
登場：シーズン7 - 8
FBIワシントンDC支局捜査官。
シーズン7
トニーが事件に関与していることを突き止めジャックに捜査協力を依頼する。当初は、被疑者から供述を引き出すために拷問も厭わないジャックに難色を示すが、捜査を進めるうちに綺麗ごとだけでは事件を解決できないことを思い知らされる。綺麗事だけでは済まない世界を知り、上司のラリーやジャニスの反対、またジャックの忠告も押し切って自身も違法捜査を行なうようになっていく。
タナー・ハウエルを訊問するが喋らない為に拷問にかけ、サンガラ首相マトボ誘拐計画を聞き出す。現場に駆けつけるが拉致されてしまい、口封じに殺されそうになるも、ジャックの気転により何とか生き延びる。その後、ビルに拾われて合流してすべてを知り、デュバクの潜伏するビルの突入に協力。逃げられたデュバクの確保の為に恋人であるマリカに協力してもらい無事に確保し、内通者のリストも手に入れるが、彼女が死んでしまった際には動揺してしまう。ジャックに言葉をかけられるが「受け入れられる」という言葉は到底理解出来なかった。
病院でデュバクの回復を待っていたが、突然心臓発作を起こして死亡する。怪しんだルネは不審人物を特定し追跡。ジュマ将軍を発見する。
突入によりジュマ死亡後はラリーの命令を聞かなかった為に支局に戻されるが、ジャックに情報を流したことでFBIから拘束される。最後はシラを切るアラン・ウィルソンから自白を無理やり引き出だすため半殺しにしてしまう。このことによってシーズン終了後にFBIを解雇される。
シーズン8
過去のロシアンマフィアへの潜入捜査の経験を買われ、CTUに招集される。しかし、前回の事件後に精神不安定になっており、FBIをクビになった後に再就職した軍事会社も短期で退職。さらに自殺未遂を何度か繰り返すような状態だった。
以前の冷静さとは一変し、自分を必要とされていないと思い込むようなかなり不安定で衝動的な様子の彼女は、再潜入した組織で、過去に関係のあったリーダーを刺殺。その勢いで、止めようとしたジャックも刺してしまう。しかし、刺したジャックに励まされたこともあり、二人は次第に愛し合うようになる。しかし、彼と愛を交わした直後、身元発覚を恐れたロシアのエージェントにより狙撃され、病院に搬送されるも帰らぬ人となった。
ジャニス・ゴールド（Janis Gold）
演 - ジャニーン・ガラファロー、日本語吹替 - 山口眞弓
登場：シーズン7
FBIワシントンDC支局分析官。
エンジニアとしては優秀だが、皮肉屋で憎まれ口を叩くことなどクロエと似ている。クロエが内密の捜査でFBIに来た際、彼女への不信感から、ジャック達の捜査を妨害し、さらにはテロ計画に加担していたショーンを利する行動を取ってしまう。
終盤、スタークウッドの基地から持ち出された生物兵器を追うため、情報分析を行なう。そこでクロエに張り合うが最後は互いの腕前を認め合い、和解する。
情報分析以外にも、ルネの部下として現場に出ることがあり、何度か違法捜査をしようとする彼女を止めようとするが無駄に終わる。
ショーン・ヒリンジャー（Sean Hillinger）
演 - リス・コイロ、日本語吹替 - 近藤隆
登場：シーズン7
FBIワシントンDC支局分析官。デュバクやホッジスの協力者。
浮気相手のエリカと共謀し、デュバクやホッジスに協力していた内通者。先輩のジャニスとは何かと言い争いをしているが、重要な情報も引き出しており、それらを利用してジャックの捜査を妨害する。
デュバクが保険として持っていた協力者の名前を納めたメモリから、正体が発覚することを恐れる。そこでエリカにデータを消去させ、彼女に全ての罪を着せて殺害する。しかし、クロエがデータを復元したことにより、逮捕される。
エリカ（Erika）
演 - エヴァー・キャラダイン、日本語吹替 - 武田華
登場：シーズン7
FBIワシントンDC支局分析官。
同僚のショーンの愛人で、内通者である彼に協力している。彼と共謀してジャックの捜査を妨害し、さらにはデュバクの協力者のデータを消去し隠滅をはかる。しかし、ショーンに全ての罪を着せられて射殺される。

### CIAロンドン支部
ケイト・モーガン（Kate Morgan）
演 - イヴォンヌ・ストラホフスキー、日本語吹替 - 本名陽子
登場：リブ・アナザー・デイ
CIAロンドン支局員。唯一、ジャックの行動の不自然さに気付いた切れ者で、非常に優秀な捜査官だが、夫であるアダム・モーガンが中国に情報を売っていた為に反逆罪に問われて逮捕されて収監され、自身にも容疑をかけられてしまう。自身への容疑は何とか晴らせたものの、夫は収監されて１か月後に首を吊って自殺してしまった。そんな状況の為に本国に帰国することになっていたが、その日にロンドンに現れたジャックの行動を彼女だけが唯一追跡出来た人物だった為に一時的に復職。
次第に事件の全体像が見えてきたことでジャックに協力するようになり、領事館立てこもり事件の際には単身突入して無人機乗っ取りの証拠を確保してその事実を突き止める。このことにより、ジャックは一時的に復職。ジャックからの指名によりジャックと共に無人機乗っ取り犯のアルハラジ一家を逮捕すべくジャックの相棒として捜査に当たる。アルハラジのアジトの手がかりを探す為に自ら拷問用の注射を打ったり、オトリとして捕まっても口を割らない等、若いながらもジャックに引けを取らない精神力の強さも持っている。
終盤、同僚のジョーダンが殺害され、更には上司のナバロが夫のアダムをハメた真犯人であることを知り、我を忘れてしまいそうになるが、エリックに止められ恩赦を受けようとするナバロに怒りを爆発させ、殺そうと銃を突きつけて脅すというワナに引っ掛けて装置に付けられた追跡装置のパスワードを聞き出して恩赦を見事に無効にしてみせた。
ロシアのストルナヴィッチを襲撃後、チェンに捕まったオードリーを救出する為にジャックに志願して救出に向かい、無事に救出したように見えたが、潜んでいたもう一人の狙撃者にオードリーを殺されてしまう。
事件は解決したものの、オードリーを救えなかった自責の念から、仲間にも伝えずにCIAをひとり去っていった。
スティーブ・ナバロ（Steve Navarro）
演 - ベンジャミン・ブラット、日本語吹替 - 井上和彦
登場：リブ・アナザー・デイ
CIAロンドン支局長。モーガン夫妻とは仲が良く、プライベートでも付き合いがあった仲。当初は夫アダムの反逆罪の件で本国に帰されるケイトを気遣っていた。ジャックが現れた際にケイトだけがジャックの行動を読んだことで一時的に復職させている。
実は裏切り者で、彼が支局の情報を裏で売っていた張本人。アダムは彼に証拠を捏造されて罪を擦り付けられていた。しかも、情報を売っていた相手はオープンセルのエイドリアンであり、緊急時の国外逃亡の算段まで立てていた。エイドリアンから逃亡の条件として乗っ取り装置を要求され、分析官から奪って逃走。ジャックと逃走劇を繰り広げる最中にエイドリアンに装置と引き換えに偽造パスポートと逃走資金を要求していたが資金を受けとれず失敗。さらにはそこを発見されて確保される。
装置の在り処を喋る代わりに大統領の恩赦を要求。それに怒りを爆発させたケイトから殺すと銃を突き付けられて発信装置のパスワードを喋ってしまい、恩赦は無効にされた。
エリック・リッカー（Erik Ritter）
演 - ベンガ・アキナベ、日本語吹替 - 坂巻学
登場：リブ・アナザー・デイ
ケイトの後任。その為、当初は首を突っ込んでくる彼女が気に入らず、ナバロに違反を申告したりする行動が目立つ。
不満を持ちながらもケイトとコンビを組むことになり、度が過ぎる彼女の行動を制止したりすることも最初のうちはあったが、その行動が確実にジャックを追い詰め、更には大統領暗殺計画にたどり着いたことで彼女と認めあうようになり、ナバロがケイトを途中で外した時は彼女を戻すよう進言までした。
しかしその後、ナバロの裏切りが発覚したことで自分が暫定的な支局のトップになる。慣れない上にジャックやケイトの暴走に四苦八苦することに。
事件解決後、前日とはうって変わってオードリーを救えなかったケイトをひとり気遣っている。
ジョーダン・リード（Jordan Reed）
演 - ジャイルズ・マッシー、日本語吹替 - 高橋英則
登場：リブ・アナザー・デイ
CIAロンドン支部の情報分析官。ケイトとは仲が良く、片思いのようである。規則で不可能な解析や許可がいる解析を彼女からの頼みで密かに行っている。
その実力は確かで、ナバロが仕組んだアダムへの証拠の捏造の改竄のあとを見つけた。しかし、それがナバロが仕組んだことと知らずにナバロに報告したため、彼に嘘の仕事を頼まれて船着き場に向かい、ナバロが仕向けた殺し屋に命を狙われた。かろうじてその場は逃げ延びたことでナバロが黒幕だと知る。ナバロに罠をかけ、追っ手を返り討ちにするものの仕留め損ない、相討ちとなって死亡する。
ギャビン・レナード（Gavin Leonard）
演 - アダム・シンクレア、日本語吹替 -
登場：リブ・アナザー・デイ
CIAロンドン支部の分析官。

### USSS（シークレットサービス）
アーロン・ピアース（Aaron Pierce）
演 - グレン・モーシャワー、日本語吹替 - 佐々木敏
登場：シーズン1-7
アメリカ合衆国シークレットサービス特別捜査官。主に大統領警護を務める。主人公ジャック・バウアーを除けば、シーズン1からの登場人物中、シーズン7まで出演かつ生存している唯一のキャラクター。
極めて温厚かつ実直な人柄で、正義感も強く思慮深い人物。その人柄を見込まれて、時に大統領時のパーマーに相談を受けることもあった。また、一連の事件を通してジャックの友人でもあり、大統領サイドの動きについて協力したりする。息子が海軍に所属している。
ブライアン・ゲッジ（Brian Gedge）
演 - ウォーレン・コール、日本語吹替 -
登場：シーズン7
アリソンの夫ヘンリーの護衛官。夫妻の息子ロジャーを殺害した犯人。裏ではエドワード・フォスラーの手先としてデュバク大佐からの司令を実行していた。
息子の死に疑問を持っていたヘンリーが調査を独断で続けており、息子の元恋人サマンサから息子は殺害されたと聞き、真相を掴むため、彼に同行してサマンサに会いに行き、取引の末、権内幹部の証拠が入ったUSBを受け取る。その後、証拠を確認すべくゲッジの友人宅と偽り、ヘンリーをサマンサ宅へと向かわせる。その後に帰宅してきたサマンサを殺害し、ヘンリーをその後自殺したように装う為に、ヘンリーの首にロープを巻くが、決死の抵抗をしたヘンリーと共に2階テラスから転落、意識が朦朧とする中で、ヘンリーに首を絞められ死亡。
エドワード・フォスラー（Edward Vossler）
演 - マーク・キーリー、日本語吹替 -
登場：リデンプション‐シーズン7
元は大統領の息子であるロジャーの護衛官であったが、裏ではデュバク大佐、ホッジスらとつながっていた。
ゲッジの死後すぐに現場でヘンリーを見つけ、デュバクに引き渡した。その後はジャックの拷問と、ルネが家族を使って脅迫したことにより、ヘンリーの拘束場所を教える。その後、隠し持っていたナイフでジャックを襲うがもみ合っているうちにナイフが自身に刺さり死亡。
テッド・ホービス（Ted Hovis）
演 - マイケル・ブライアン・フレンチ、日本語吹替 - 黒田崇矢
登場：シーズン7
シーズン7での護衛官のリーダーでブライアン・ゲッジ、エドワード・フォスラーの部下であった（ただし、本人は関与していない）。
ホワイトハウス襲撃の際はシークレットサービスの増援として登場。形勢は有利であったが、ジュマ将軍のはったりに騙され、やむなくホワイトハウスを出る。その後、FBIと連携して作戦を考える。
ホービスを演じたマイケルはシーズン1でジャックの荷物検査をしたフランク護衛官として出演していた。

### その他政府機関
サニー・メイサー（Sunny Macer）
演 - クリスティーナ・チャン、日本語吹替 - 小野美幸
登場：シーズン3、7
ロサンゼルス市の衛生職員（シーズン3）。後に疾病対策センターの医師となり、連邦の職員となる（シーズン7）。
シーズン3
サンダースのテロに際してホテルの担当となった衛生局員。自分の研究中だったウイルスがテロに使われた為にCTUに連絡する。
その後、チームを連れてウイルスが撒かれたホテルに向かい、従業員や客、そしてミシェルやガエルの検査を行う。
シーズン7
ウイルス兵器によって感染したジャックの治療のため、専門家として登場する。
フランク・ヘイナム（Frank Haynam）
演 - クリス・マクギャリー、日本語吹替 -
登場：シーズン8
NSA NY支局のシステムエンジニア。CTU NY支局のシステム設計にも関与した。EMP（電磁パルス）で大打撃を受けたCTUのシステムを復旧するためにジャックからNSAへの連絡によってスタッフとともに駆けつける。早急な立ち上げ策を主張するクロエと意見が合わず、脅迫され締め出される。

## 合衆国政権
デイビッド・パーマー政権 / キーラー政権 / ローガン政権 / ウェイン・パーマー政権 / テイラー政権 / ヘラー政権

### デイビッド・パーマー政権（シーズン2 - 3）
デイビッド・パーマー
決断力・協調性・カリスマ性をも兼ね備えた、極めて有能な大統領。高潔で、常に冷静かつ公平な人物であり、それをモットーとしていた。
ジム・プレスコット（Jim Prescott）
演 - アラン・デイル、日本語吹替 - 仲木隆司
登場：シーズン2 - 3
副大統領。
シーズン2
録音の証拠より中東三ヶ国との戦争を主張するが、パーマーが拒否するため、憲法修正25条を行使して大統領となる。証拠が捏造された物と確定し、パーマーが復権した後は彼と和解し、そのまま副大統領として留任する。
シーズン2.5
パーマーがバイオテロの影響で療養していたため大統領代理として指揮を執っていた。しかし、テロリストに狙われ重傷を負う。
マイク・ノヴィック（Mike Novick）
演 - ジュード・チコレッラ、日本語吹替 - 城山堅
登場：シーズン2、5、Recurring：1、4
シーズン1から登場して生存している数少ない人物。
シーズン1
パーマーからの信頼も厚いパーマー選挙事務所選挙スタッフのチーフ。元弁護士の立場から幅広い知識でパーマーのサポートを行い、長い付き合いのためどんな難しい案件にも進言や提案を立てて参謀役を勤めあげる。
ジャックの偽装死のように全てをパーマーに賛成する訳ではないが、あくまでも彼の黒子として最後の判断は彼に委ねる。
シーズン2
アメリカ合衆国大統領首席補佐官を勤める。
序盤は内部の抵抗勢力の調査に尽力するも、中東三カ国の高官とテロの首謀者サイエド・アリとの密談の録音を偽造だと信じることができずパーマーを裏切って抵抗勢力側に付き、リンを引き込もうとするが失敗し監禁。結果、彼女に大怪我をさせてしまった。
その後、パーマーにも裏切りが発覚し、「デイビッド」と呼ぶと、誰に口を聞いていると激昂。2度と名前で呼ぶなと袂をわかつ。最後の最後でCTUに連絡し、真実が明らかになった後は、積極的に協力して事態を納めることに成功した。
しかし、当然ながらパーマーからは裏切り行為は到底許されないとして解任される。
シーズン4
過去の人脈によりローガン副大統領の補佐官を務める。急遽大統領に昇格し、あまりに決断力がない無能なローガンを庇ってはいたものの、自分では限界を感じた為に助言を与えてもらう形でパーマーをホワイトハウスに呼ぶ。その際、パーマーのことを「大統領」と呼びながら依頼している。
袂をわかったながらも彼に対する想いはまだあり、過去の一件を超えて友情が復活する。そして、終盤の総領事襲撃事件でウォルトがジャックを暗殺しようとしていたことを盗み聞きし、パーマーにそのことを伝えて協力した。
シーズン5
引き続きローガンの補佐官として登場し、的確なアドバイスでローガンを補佐している。カミングスの裏切りを知るとジャックの依頼で協力しようとするが、そのことをカミングスが知り、大統領に全てを告白。黙認することを決めた大統領に取り押さえられる。カミングス失脚後は首席補佐官となる。
最後はローガンのテロ関与を知り、ジャック、マーサ、ピアースに協力する。
リン・クレスギ（Lynne Kresge）
演 - ミシェル・フォーブス、日本語吹替 - 堀越真己
登場：シーズン2
安保担当補佐官。
潜入捜査を行っていたジャックからCTU爆破計画のことを知らされるが、NSA担当官のレイバーンに阻止されて大統領に伝えることができず、結果的にCTUが爆破されてしまう。そのことでジャックに責められて辞任を決意していたが、パーマーに引き止められ留任する。
政権内では一貫してパーマーに忠誠を誓っていたが、そのためにマイクに監禁されてしまう。その後、脱出を図るが階段から転落して大怪我を負い、病院に搬送される。その後の詳細は不明である。
エリック・レイバーン（Eric Rayburn）
演 - ティモシー・カーハート、日本語吹替 - 小室正幸
登場：シーズン2
NSA担当官。大統領の抵抗勢力第一号であり、事件発生当初から報復攻撃を推し進めていた。
ジャックがCTU爆破計画を知り、大統領へと伝えるためリン・クレスギに電話したが、因縁をつけて大統領の耳に入れさせなかった。後にこのことが大統領の耳に入り更迭されてしまう。
ロジャー・スタントン（Roger Stanton）
演 - ハリス・ユーリン、日本語吹替 - 宮田光
登場：シーズン2
NSA（国家安全保障局）長官。NSA担当官だったレイバーン更迭後にやってくる。
一見、穏やかな人物に見えるが、パーマーと敵対する強硬派の黒幕。国防意識を高めさせるために、あえてサイエドのテロ計画を黙殺。国内に運ばれた核爆弾を特殊部隊に追跡・把握させ、テロそのものは未然に防ぐつもりでいた。
パーマーの命令を受けたシークレット・サービスの拷問により真相を話すも、追跡させていた特殊部隊はテロの実行を望むキングスレーによって殺されていた。
終盤でパーマーの職務能力を問うテレビ会議にプレスコット側の証人として召喚されて拷問のことを証言し、パーマーを追い込んだ。
ウェイン・パーマー
大統領首席補佐官（シーズン3）。

### キーラー政権（シーズン4）
ジョン・キーラー（John Keeler）
演 - ジェフ・ピアソン、日本語吹替 - 佐々木敏
登場：シーズン4、Recurring：シーズン3
大統領。
シーズン3
上院議員。共和党の大統領候補（パーマーの対立候補）として登場。テレビ討論会でパーマーが退席したのを自分に不利な話題が出たことと思い攻勢に出るがテロ対応が理由だと分かり、これが原因で有力支援団体が離反してしまう。
その後、シェリー・パーマーに重要ポストを与える条件で手を組み、アラン・ミリケン殺しを利用してパーマーを脅迫する。すぐに追い返されたもののパーマーが再選を断念したことにより、対抗勢力が無くなり大統領に当選する。
シーズン4
一貫して強いリーダーシップを発揮するも、息子と共にメキシコ訪問でエアフォースワンに搭乗中、テログループに強奪されたF-117攻撃機によって撃墜され職務不能に陥る（息子は死亡）。その後、憲法修正25条により副大統領のローガンが大統領に昇格する。
チャールズ・ローガン
副大統領。キーラーが攻撃により、職務不能状態に陥った為に大統領となる。
マイク・ノヴィック
副大統領顧問。
ウォルト・カミングス
副大統領首席補佐官。
ジェームズ・ヘラー
国防長官。

### ローガン政権（シーズン4 - 5）
チャールズ・ローガン (Charles Logan)
演 - グレゴリー・イッツェン、日本語吹替 - 坂東尚樹
登場：シーズン5、Recurring：シーズン4、6、8
キーラー政権副大統領。エアフォース・ワン撃墜に伴い大統領となる。
功名心や猜疑心が強く、短気で感情的な上、小心者で思慮にも欠けており、決断力や人望もない、パーマー大統領とは対極の大統領として描かれている。シーズン4では気弱で無能な部分がアピールされていたが、シーズン5以降は大統領職に慣れたためか強気で独善的になり、周囲に当たり散らしては仕事や責任を押しつけることが多くなっている。
上記のように、非常に人格的に問題のある癖の強い人物ではあるが、彼なりの愛国心や国民の生命を守ろうとする意思はあり、苦悩する場面が少なくない。また、シーズン5では愛国心が暴走する形で、テロリストと結託していた。
シーズン4
キーラーの職務不能によって大統領に昇格する。もともと分裂状態の共和党にあって、凡庸でこれといった野心もないので選ばれたような人物であり、大統領職にあって決断力も実行力にも乏しい。就任早々に核兵器強奪計画が発覚して、早々にバンカー（地下シェルター）に逃げ込み、就任最初のCTUとの会議では怖じ気づいたあまりに怒鳴り散らす。その後もあまりに優柔不断で終始CTUだけでなく各閣僚の足を散々引っ張る役立たずぶりを露呈する。挙げ句の果てには情報を引き出したジャックを逮捕しろとまで命令し、マルワン捕獲作戦中に逮捕させた為に作戦をぶち壊した。
補佐官のマイクと、その紹介によるパーマーの助言によって何とかことを収める。シーズンラストで、ジャックの身柄引き渡しを迫る中国政府への対応のため、彼の口封じを進言する腹心のカミングスの行動を黙認し、それを察知したパーマーに責められると今回の成果が全て自力であるかのように振舞う。
シーズン終了後、協力してくれたにもかかわらず、デイビッドをホワイトハウスに接触出来ないよう締め出したと、シーズン5にて妻のマーサによって語られている。
シーズン5
名実共に大統領となっている。しかし、相変わらず何から何まで他人頼り。空港占拠事件ではロシアとの対テロ対策の調印式に合わせて、条約締結を辞めるよう脅迫を受ける。早期解決をCTUに命令するが、やはりマイクに任せっきりで、突入中止やニュースでの評判の悪さを聞いては怒鳴り散らした。
妻のマーサは精神不安定の状態で、過去に入院したこともあり、パーマー暗殺説を話した時は妄想と言い切ってまったく相手にしなかった。更にはテロリストの要求でロシア大統領スワロフのパレードの警備詳細のリストを渡すよう要求され、愚かにもリストを教えてしまう。しかし、妻マーサがスワロフ夫妻と共に乗り込んでしまい、引き返すよう命令するか苦悩する。結局は命令を取り止め、CTUからの警告でスワロフ夫妻とマーサは救われた。しかし、テロリストとの取引が無効となってしまった為に再びテロの危機にさらされる。
実は、テロの首謀者の一人であり、中央アジアの石油利権のため、グラハム・バウアーと手を組み（実態は彼の傀儡）、カミングスとは別にテログループへの神経ガスの横流しに加担する。序盤では、テロリストのビエルコの動向を把握できなくなり、無実が確定したジャックを使ってテロの解決に当たらせるが、終盤でパーマー暗殺に関与した会話の録音データがジャックの手に渡ったことで一転して命を奪うため持てる権力を総動員して様々な手を打つがことごとく失敗。追い込まれたことで自殺を図ろうとするが、マイルズの裏切りで録音データを破壊したことで逆転する。最後の手段としてジャックの襲撃を受けて自白を迫られたが動じずに逆にジャックが逮捕された。ところがジャックが討ったひと芝居であり、この時の本当の目的はローガンに盗聴マイクを仕掛けることが目的であった。この録音を聞いた司法長官により、逮捕された。
その後、政府への信用問題もあり、表向きは辞職という形でカリフォルニアの別荘で軟禁生活を送る。この時期にマーサとは離婚。なお、司法妨害の罪こそ認めているが、パーマー暗殺事件とビエルコのテロへの関与は否定し、グラハムのことも黙秘を通した。
シーズン6
前シーズンで行った贖罪のためにCTUの捜査に協力する。スワロフ露大統領への協力を取り付けるため、先妻のマーサに協力を要請しに行くが、精神的に不安定な彼女にナイフで刺されてしまう。救急車で搬送中に意識不明に陥った。
その後、劇中で詳しく詳細が語られていないため生死不明だが、シーズン7小説版で一命を取り留めたことが明らかになっている。
シーズン8
ダニエルズが大統領だった頃に恩赦を貰い釈放されていた。ロシアとのビジネスを通じて、ロシア政府の内情に通じている。ロシア政府が和平交渉の調印を拒否する段になると、イーサン・ケニンを通じて、テイラー大統領に自分なら和平交渉へロシア外相を戻すことが出来ると働きかける。ロシア外相との詳細は大統領には隠すが、内容はハッサン大統領暗殺の黒幕がロシア政府並びに同外相であることを伏せることと引き換えにという事だった。
また、未だに政界復帰への野心は捨てておらず、あろうことか自分がロシアを引き留めた実績を認めて発表するよう進言して発表させた。久しぶりに表舞台に立てることで浮かれ放題のローガンだったが、ジャックがデイナからロシア政府とハッサン大統領暗殺の核心に迫ろうとすると、それが自身の出世への邪魔になることを恐れて妨害工作に走るがごとごとく失敗。トカレフが訓練を受けたからと軽く思い込みそれでも成功すると思い込んでいたがジャックが現れる。脅されたことで事件の真相を全て話し、後に秘書ピラーを口封じに殺害し、自らも拳銃で首を撃ち自殺未遂をするがしぶとくも一命を取り留めた。
マーサ・ローガン（Martha Logan）
演 - ジーン・スマート、日本語吹替 - 火野カチコ
登場：シーズン5、Recurring：シーズン6
チャールズ・ローガン大統領夫人。元下院議員。
シーズン5
デイビッド・パーマーと長年の友人関係だったこともあり、いち早く暗殺事件の裏を察知する。しかし、投薬治療を受けているほどに精神不安定だったため、暗殺事件について自身の見解を述べても、誰にも信じてもらえず、真相の露見を怖れるカミングスに精神病院へ送り込まれる寸前だった。夫チャールズを愛し、自分こそが支えられると信じていたが、彼の度重なる決定に強い不信感を露にし、スワロフ夫妻が帰国の際、その車に同乗して止めようとしたがそれでもローガンは見過ごすことを決めた。襲撃事件が発生し、決死の覚悟で自分を守ってくれたシークレットサービスのアーロンに惹かれる。たまたまチャールズの命によるアーロンの口封じを狙った現場に出くわしたことで真相を知り、ジャックに協力。チャールズをハメたと思わて激昂させ、わざと事件のことを自白させて録音を取り、彼の拘束に一役買う。
シーズン6
チャールズと離婚。以前よりさらに精神不安定になり施設でアーロンと共に暮らしている。CTUの捜査のために協力を求めてきたチャールズを前に強い疑心暗鬼で精神不安に陥り、ナイフで刺してしまう。ただ、その後はチャールズに依頼されたスワロフ露大統領への協力を、親しい関係であるその妻のアーニャを介して行った。
その後シーズン6と7の間で自殺してしまう。
ウォルト・カミングス（Walt Cummings）
演 - ジョン・アレン・ネルソン、日本語吹替 - 渡辺英雄（シーズン4） → 梅津秀行（シーズン5）
登場：シーズン5、Recurring：シーズン4
大統領首席補佐官。
シーズン4
副大統領だったローガンの補佐官で彼の腹心。マイク曰く「15年間、彼のために汚れ仕事を担ってきた」（ローガンはすべて黙認している）。シーズンラストで中国総領事館襲撃に絡んだジャックの口封じを進言して、実行に移す。
シーズン5
大統領首席補佐官。元CIA工作員と共謀しロシアの分離主義派を利用してテロ事件に関与していた。それらが露見し、ジャックに拘束・尋問を受け、情報を明かす。
その後、シークレット・サービスに拘束されていたが、首吊り自殺を遂げた。終盤に自殺に見せかけた口封じの他殺であることが判明する。
マイク・ノヴィック
大統領補佐官（後に首席補佐官に昇格）。
ハル・ガードナー（Hal Gardner）
演 - レイ・ワイズ、日本語吹替 - 長克巳
登場：シーズン5
副大統領。
ローガンにLAに戒厳令を出すように提案、国土安全保障省によるCTU吸収にも賛成の強硬派。それゆえにジャックに黒幕ではないかと疑われた。ローガンに忠実のように見えるが優柔不断な彼に戒厳令を出すように進言して操り、国民の信頼を落として次期大統領の座を狙う野心家。
ローガンが退いた後に大統領に就任する。
ジャックの功績を称えていたが、中国に拉致された時はジャックの救出には消極的で何も手を打たなかった。
ジェームズ・ヘラー
中国に拉致されたジャックの救出には大統領となったガードナー同様、何も手を打たなかった。
国防長官。
エヴリン・マーティン（Evelyn Martin）
演 - サンドリーヌ・ホルト、日本語吹替 - 世戸さおり
登場：シーズン5
マーサ・ローガンの秘書兼世話係。デイビッドの情報源。メールでのやり取りをしていたのをウェインが発見して確認に来る。
デイビッドとの関係は話したが、ヘンダーソンの一味に娘を誘拐されたため黒幕を話す代わりに娘を助けて欲しいとジャックとウェインに助けを求める。協力によって娘の救助には成功したが、銃撃戦のさなかに負傷。モーテルに運ばれた後意識を失ったため、娘が救急車を呼んでしまい、ヘンダーソンに居場所を突き止められ、ジャックの居場所を問いただされる。その後は不明。
マイルズ・パパジアン（Miles Papazian）
演 - スティーブン・スピネラ、日本語吹替 -
登場：シーズン5
カレン・ヘイズに長年使えてきた忠実な部下。カレンと共にCTUを国土安保省へ吸収するために派遣された。過去にシャーリーからセクハラで訴えられており、不起訴になったようだが彼女とは折り合いが悪い。
CTUを吸収するために手順の変更を行い、勝手に動くクロエ達を監視ししようとしたが、クロエに裏をかかれてとごとく失敗した。
ようやく居場所を突き止めたと思ったが、今度はブキャナンをカレンが解放し、ジャックに協力しだして自分は締め出されたことでカレンに問いただし、真実を聞いたことでようやくカレンに協力するようになったと思いきや、ローガンに密かに電話して昇進を条件に関与を示す証拠の録音データを破壊した。異動しようとしたところを見つかり、ジャックに首を絞められカレンに責められたが、嘲笑いながらホワイトハウスへ異動した（ローガンが辞任した為、無効になったと思われる）。

### ウェイン・パーマー政権（シーズン6）
ウェイン・パーマー
大統領。
トム・レノックス（Tom Lennox）
演 - ピーター・マクニコル、日本語吹替 - 佐々木省三
登場：シーズン6、Recurring：リデンプション
大統領首席補佐官。なお、デイビッド・パーマーの大統領候補時には選挙対策本部長を務めていた（マイク・ノヴィックは選挙参謀）。
シーズン6
大統領に忠誠を誓っているが強攻策を提案し、穏健派のウェインとはしばしば対立、イスラム系住民を強制収容所同然の施設に収用しようとする提案をしているが受け入れられず、ないがしろにされたと思い辞職も考える。
イスラム系市民を取り締まる法案では安保担当補佐官のカレンと対立し、彼女の夫ブキャナンがファイエドを釈放していた過去を基に辞職に追い込む。その後、部下であるリードがパーマー大統領暗殺計画に加担していることを聞かされシークレットサービスに通報するが、リードに一時的に監禁されてしまう。
ウェインの意識不明後、強攻策を主張するダニエルズ副大統領を抑えるためにカレンと和解し、以後は彼女に協力的になる。副大統領に対しては偽証の証拠を手に入れて完全に抑え込むが、ウェインが完全に職務不能に陥ってしまってからは（副大統領の軟化もあり）一転して協力する。最後には、提言したカレンの依願退職を認めたことに報いるため、偽証の証拠を副大統領に渡す。
リデンプション
正式に大統領に就任したダニエルズの首席補佐官を務めている。
カレン・ヘイズ（Karen Hayes）
演 - ジェイン・アトキンソン、日本語吹替 - 鳳芳野
登場：シーズン6、Recurring シーズン5
シーズン5
国土安全保障省の職員。ガードナー副大統領の命によりテロに遭ったCTUロス支局を国土安全保障省に吸収するために派遣される。最初は、支局長のビル・ブキャナンと反発しあっていたが、大統領の関与を知ると、ジャックたちに協力した。
シーズン6
安保担当補佐官。シーズン5以降、ブキャナンと結婚している。首席補佐官のトム・レノックスと激しく対立し、ブキャナンがファイエドを釈放していたことを突きつけられて、職務に専念させるために彼をかばって辞職。
しかし、パーマー大統領が暗殺未遂にあって重態に陥ると、大統領の代弁者としてホワイトハウスに戻り復帰する（辞職願いが完全に受理される前だったこともある）。副大統領を抑えるためにレノックスと協力し、サンドラ・パーマーを頼って重傷のウェインを復帰させる。終盤では、命令に背いてジャックに協力したことから拘束されるが、レノックスの協力で解放され依願退職という形で職を辞した。
ノア・ダニエルズ（Noah Daniels）
演 - パワーズ・ブース、日本語吹替 - 石住昭彦
登場：シーズン6、リデンプション
ウェイン・パーマー政権時の副大統領。
シーズン6
元々、穏健派のウェインが強硬派の支持を得るために政略的に就任を要請したものであり、そりが合わない仲だったが、レノックスの出した法案を支持したため法案を却下したウェインと対立することになる。
ウェインが暗殺未遂で重傷を負ったのを機に報復攻撃を主張し、レノックスとカレン、意識を取り戻したウェインと対立。アメリカ合衆国憲法修正第25条によって大統領職を継承しようとしたが、レノックスに秘書のリサとの偽証の相談を録音されて断念する。副大統領職を辞職するよう勧告されるも、ウェインが完全に職務不能に陥ったことで臨時大統領に就任。強行策重視なのは変わらないがやや軟化し、レノックスやカレンとの協力も得る。恋人と思っていたリサの裏切り。更には彼女がスパイと内通していたことで心を痛め、情報操作の為に彼女に協力を強いた。
様々な危機に直面したことで、代理とはいえ大統領の重圧に押し潰されそうだとレノックスに吐露している。その後ジャックの件に対するカレンの処置でレノックスの忠言を認め、結果的に偽証の証拠を取り戻す。
リデンプション
選挙でテイラーに敗れ退任した。マスコミ曰く、選挙に勝つ気がなかったらしい。政権移譲の日にサンガラでのクーデター問題に直面し、昔のように強硬ではなく、武力の介入には反対しテイラーと対立する。しかしその後のアメリカ合衆国大統領就任式には参加している。
リサ・ミラー（Lisa Miller）
演 - カリ・マチェット、日本語吹替 - 落合るみ
登場：シーズン6
副大統領首席補佐官。
ダニエルズの腹心として行動し、さらに彼と肉体関係も持っていた。ウェイン復帰の件でダニエルズのために偽証しようとするなど彼に対する忠誠は高い。しかし、ダニエルズが臨時大統領に就任した後、実はスパイに利用されていたことが発覚し、職を辞することとなった。重症の身を負ったが、その後の生死は不明。
リード・ポロック（Reed Pollock）
演 - チャド・ロウ、日本語吹替 - 髙階俊嗣
登場：シーズン6
大統領首席補佐官代理で、トム・レノックスの部下。
上司のレノックス同様に強硬派で、彼とウェインの対立が決定的となったことから大統領暗殺を計画する。レノックスも賛同してくれると思い込み計画を打ち明けるが、反対された上にシークレットサービスに通報されそうになったために彼を監禁。その後、暗殺計画を実行した。
一緒にいたアサドこそ死亡し、ウェインを意識不明にさせたが、殺すには至らず計画は失敗、逮捕された。その取調べの最中に、レノックスとカレンとのやり取りであったブキャナンのミスを話す。
ジョン・スミス（John Smith）
演 - ライアン・カトロナ、日本語吹替 -
登場：シーズン6、7、Recurring：シーズン8
海軍提督。武力行使主義だったが、ウェイン・パーマーから止められる。
イーサン・ケニン（Ethan Kanin）
演 - ボブ・ガントン、日本語吹替 - 宗矢樹頼
登場：リデンプション、シーズン7、Recurring：シーズン6、8
国防長官。

### テイラー政権（シーズン7 - 8）
アリソン・テイラー
大統領。
イーサン・ケニン
シーズン6
国防長官 → ウェイン・パーマー政権
シーズン7
テイラーの首席補佐官を務めていたが、オリヴィアの策略により辞任させられる。しかし、その後オリヴィアがホッジスの殺害を依頼した証拠を手に入れ、その事実を母親である大統領に話すよう進めた。その結果、オリヴィアは逮捕され、首席補佐官の職に戻った。
シーズン8
前回の前半から空席だった国務長官を務める。心臓を患っており薬を服用している。物語の途中で、ロブ・ワイズの裏切りを報告しようとしたが心臓発作を起こし、更にはロブに軟禁状態にされてしまう。薬で一命はとりとめたが危険な状態になった。
救われた後、和平条約でロシアとの外交が悪化することに悩むアリソンにローガンを使うように進言したが、ローガンの行動に不信感を抱き反対する。しかし、アリソンがローガンの意のままに操られるようになってしまい、これ以上道を踏み外す彼女を止められないと悟ったことで自分の良心に従って辞任した。
辞職しても彼の意見は最後まで彼女に届かなかった。
ミッチェル・ヘイワース（Mitchell Hayworth）
演 - キャメロン・ダッド、日本語吹替 - 星野充昭
登場：シーズン7
アメリカ合衆国副大統領。かなりの臆病者で、ホワイトハウスをジャックされた際に安全な場所に避難して事件の指揮をとることになるが、かなり消極的な態度でしか指揮もまともに取ろうとしない為、ラリーの命令無視を招く。
ティム・ウッズ（Tim Woods）
演 - フランク・ジョン・ヒューズ、日本語吹替 - 松田健一郎
登場：シーズン7、8
国土安全保障省の高官。テイラー大統領からの信任が厚い（だがイーサンほどの信頼はされていない）。
シーズン8では、和平条約の式典に参加している。クロエの事を信頼しており、ヘイスティングスを解任し、彼女を支部長に推薦した。終盤、テイラー大統領が自分の過ちに気付き首席補佐官やイーサンがいないために援助してほしいと懇願され補佐する。
ベン・ランドリー（Ben Landry）
演 - スコット・ローレンス、日本語吹替 -
登場：シーズン7
CDC（疾病対策センター）の所長（シーズン7でのサニー・メイサーの上司でもある）。 ティム・ウッズの紹介により閣僚会議の席に出席。異常型プリオンのことをテイラー大統領やジョン・スミス、ヴィンセントにくわしく説明する。
シーズン8ではテレビ会議でのみの出演。
オリヴィア・テイラー
大統領の娘。イーサン・ケニン辞任後の臨時首席補佐官。
ジョン・スミス
海軍提督。スタークウッド奇襲に海軍特殊部隊をFBIの援護に回らせた。
シーズン8ではテレビ会議でのみの出演。
ヴィンセント（Vincent）
演 - ロッキー・マクマレー（Rocky McMurray）、日本語吹替 -
登場：シーズン7
統合参謀本部の司令官。
ロブ・ワイス（Rob Weiss）
演 - クリス・ディアマントポロス、日本語吹替 -
登場：シーズン8
大統領首席補佐官。大統領への進言を恐れない事を買われている。
終盤で、大統領の意に反してテロリストの要求を飲もうとブラッカー将軍と共謀してハッサンを拉致しようとする。作戦は失敗したがハッサンの自己犠牲により計画は成功したが直後に大統領に発覚し拘束される。
大統領に背いたにもかかわらず自分を正当化した上に正義だとまで増長。激高したテイラー大統領に殴られて加担した事を激しく責められて連行された。
デビッド・ブラッカー（David Brucker）
演 - マイケル・ガストン、日本語吹替 - 小杉十郎太
登場：シーズン8
統合参謀本部将軍。
安全保障会議の場で、テロリストからハッサン大統領と引き換えにすると持ちかけられると大統領の命令に背いて隠密部隊を使い、拉致しようと企てる。作戦自体は失敗したがハッサンの自己犠牲により計画は成功。直後に計画が発覚した為に拘束され連行された。
ブレイン・メイヤー（Blaine Mayer）
演 - カートウッド・スミス、日本語吹替 - 高瀬右光
登場：シーズン7
上院議員。CTUによる違法捜査に関する公聴会の議長。
CTUによる違法捜査（ジャックによる拷問）に関して公聴会を開き、バウアーをアメリカへ召喚させた人物。ジュマによるホワイトハウス襲撃テロに巻き込まれる。
テロ解決後、ジャックが自宅に現れ、スタークウッドとジュマの繋がりがある事を知り、ジャックに協力する為に市警の手からジャックを逃がそうとする。しかし、玄関で市警と偽ったジョン・クインに殺されてしまう。スタークウッドへの牽制に関わっていたことも殺される一因であった。
第一秘書のライアン・ バーネットはホッジス側の人間で、デュバクと直接会うなど陰謀に絡んでいたが、メイヤー自身は何の関係も無い。
ライアン・バーネット（Ryan Burnett）
演 - エヤル・ポデル、日本語吹替 -
登場：シーズン7
ブレイン・メイヤーの第一秘書で、裏ではデュバク大佐とつながっており、FBIの内通者に指示を出していた。

### ヘラー政権（リブ・アナザー・デイ）
ジェームズ・ヘラー
大統領。
オードリー・レインズ
ヘラー大統領の秘書。
マーク・ブートロー
首席補佐官。
ロン・クラーク（Ron Clark）
演 - ロス・マッコール、日本語吹替 - 竹内栄治
登場：リブ・アナザー・デイ
大統領を補佐するスタッフの一員。
コバーン（Coburn）
演 - コリン・サーモン、日本語吹替 - 浜田賢二
登場：リブ・アナザー・デイ
アメリカ軍の将軍。
シェパード少佐
アフガニスタンに派遣されたアメリカ軍少佐。乗っ取られた無人機の攻撃を受けて死亡した。
クリス・ターナー（Chris Tanner）
演 - ジョン・ボイエガ、日本語吹替 - 菊本平
登場：リブ・アナザー・デイ
アメリカ軍中尉。乗っ取られた無人機を操縦していた軍人で、濡れ衣を着せられてしまう。
グレック・デノボ（Greg Denovo）
演 - ダンカン・パウ、日本語吹替 -
登場：リブ・アナザー・デイ
クリスの上官。クリスを全く信用せずに犯人扱いし、偽造の証拠を鵜呑みにしてしまう。

## 中華人民共和国政府
チェン・ズィー（Cheng Zhi）
演 - ツィ・マー、日本語吹替 - 伊藤和晃
登場：シーズン6、Recurring：シーズン4 - 5、リブ・アナザー・デイ
駐ロサンゼルス中華人民共和国総領事館警備主任。中国の工作員。
シーズン4
ロサンゼルス総領事館の警備主任だったが、ジャックによる総領事館への潜入作戦の際に総領事が巻添となって死んだ一件からジャックを執拗につけ狙うようになる。
シーズン5
最終話で突如として現れ、ジャックを拉致して中国へ送還。その後シーズン6までの1年8ヶ月もの間、機密情報を引き出そうと拷問を加える。
シーズン6
米中両政府の交渉でジャックの身柄をCTUに引き渡す。
終盤、核爆弾に使用された基板からロシアの防衛機密を手に入れるためオードリーを人質にし、基板との交換をジャックに要求。基板は手に入れたが、破損していたために修理をジャックの父親フィリップに依頼。その見返り条件として出されたジョシュを手に入れるために、配下の傭兵部隊にCTUを襲撃させるも、ジャックの活躍により失敗する。その後、フィリップと共に海上石油採掘基地に潜伏し、潜水艦によって中国への脱出を試みるが、ジャックに襲撃されて負傷し、CTUに拘束される。
リブ・アナザー・デイ
エイドリアンを操っていた黒幕。本作の3年前に死亡したことになっていたが、実は偽装されたものだった。中国から見捨てられた彼は国を恨み、ロシアのストルナヴィチと共謀して中国とアメリカを戦争させるために装置を使ってアメリカ原潜を乗っ取り、中国の空母を撃沈させ中国軍に沖縄の米軍基地を爆撃させるよう仕向ける。
その後逃亡の為にクロエを連れて行くが逃げられ、密航用の貨物船でジャックと交戦。ジャックに捕まり、チェン本人と確認が取られた後にオードリーを殺した復讐にジャックに首を切断され死亡した。

## ロシア政府
ユーリ・スワロフ（Yuri Suvarov）
演 - ニック・ジェイムソン、日本語吹替 - 伊藤栄次
登場：シーズン5 - 6、8
ロシア大統領。
シーズン5
アメリカと対テロ防衛条約の調印のため妻アーニャと共に訪米。調印後、帰国のため空港へ向かう途中、同乗した妻アーニャとマーサ・ローガンと共にビエルコ率いる独立派に襲われるが、アーロンの活躍とLA市警察の到着で難を逃れる。
シーズン6
テロリストと関係のあったLA総領事マルコフの拘束をアメリカより打診されたが断る。しかし、マーサによる妻を介した依頼によって総領事館への襲撃を認める。
後半、核爆弾に使われた基板を巡り、中国に渡せば中央アジアの米軍基地を攻撃するという圧力をアメリカ政府にかける。
シーズン8
終盤で和平条約のために訪米する。ジャックの襲撃にあい負傷したローガンの電話相手として登場し、そこでノヴァコヴィッチに命じハッサンを暗殺した張本人と判明。
暗殺の主犯と知った報復としてジャックに暗殺されそうになるが、ジャックが殺害を思いとどまった為、間一髪助かる。テイラーにハッサン暗殺の真相を秘密にするように進言するが、ラストで彼女に罪を明かされる。
アナトリ・マルコフ（Anatoly Markov）
演 - ジョン・ノーブル、日本語吹替 - 天田益男
登場：シーズン6
ロサンゼルス総領事。
アフガニスタン以来の戦友のグレデンコと共に西側諸国と中東の対立を悪化させるためテロに関与。CTUの特殊部隊に射殺された。
劇中では詳しく語られていないがシーズン5で独立派に神経ガスを流す陰謀にローガンと共に関与。主にリーダーのウラジミール・ビエルコとの接触をおこなっていた。
ミハイル・ノヴァコヴィッチ（Mikhail Novakovich）
演 - グレアム・マクタヴィッシュ、日本語吹替 - 梅津秀行
登場：シーズン8
ロシアの外相。
和平交渉のメンバーとして登場。実は和平に反対であり、一時はハッサンが亡くなった事で和平条約にはサイン出来ないと突っぱねる。しかし、ローガンにハッサン殺害にロシアが関わった証拠があると脅されて条約にサインすることを約束する。
終盤、ジャックに脅されたローガンからハッサン暗殺の黒幕と知られ、護衛共々ジャックに殺される。
なお、リブ・アナザー・デイで、ジャックは、彼を殺した事でロシアから狙われる事になる。
アナトル・ストルナヴィッチ（Anatol Stolnavich）
演 - スタンリー・タウンゼント、日本語吹替 - 浜田賢二
登場：リブ・アナザー・デイ
ロシアの諜報部員。在英ロシア外務次官の身分を用い、ロンドンで諜報活動に従事している。ナイツブリッジに邸宅を構える。チェン・ズィーを密かに中国の牢獄から脱獄させ、中国とアメリカを戦争に引きずり込み、東ヨーロッパでのロシアのプレゼンスを拡大せんと目論んでいる。
シーズン8でジャックに殺されたミハイル・ノヴァコヴィッチとは親友で、彼を殺されたことからジャックの捕捉に執着している。
ジャックのロシアへの引き渡しを認める大統領命令を受け取るも、命令にサインしたヘラ―大統領への確認を拒んだマーク・ブードローに不信感を抱く。ブードローによる大統領署名の偽造とジャックへの嫉妬を見抜き、すぐにジャックを引き渡すようにブードローを恐喝。ブードローは自身の関与を秘匿にする前提で、ジャックの携帯電話の位置を探知するコードをストルナヴィッチに教えてしまう。この情報をもとにストルナヴィッチは自身の秘書と数名の部下を送りジャックを捕獲せんと試みるも、ジャック、ケイト、CIA戦術チームの活躍により作戦は失敗。
「オープン・セル」から装置を奪ったチェンにサザンプトンの港から国外へ脱出するよう指示する。ジャックはブードローが自身の携帯電話を追跡する方法をストルナヴィッチに教えたことを自白させ、彼を使ってストルナヴィッチとチェンを捕まえようと画策する。ロシアへの亡命を求めるフリをして自宅を訪れたブードローを、ストルナヴィッチは最初は追い返そうとするが口車に乗せられ、部屋に迎え入れる。しかし、ブードローとの話し合いの最中に自宅の監視カメラが切断され、ブードローが別の目的で来たと気づいたストルナヴィッチは彼を殺そうとするがもみ合いとなり、ガラスに突っ込み頸動脈を深く傷つけてしまう。ストルナヴィッチは、出血を止めようとするジャックに、4年前の償い（ノヴァコヴィッチ暗殺）をするまでロシアは決してジャックを赦さないと言い残し、息絶える。
ストルナヴィッチの携帯電話にはサザンプトンから出港する貨物船の領収書が残っており、ジャックはこれをもとにチェンの居場所を突き止める。

## サンガラ政府
ウレ・マトボ（Ule Motobo）
演 - イザック・ド・バンコレ、日本語吹替 - 江川大輔
登場：リデンプション、シーズン7
アフリカの小国、サンガラの元首相。ジュマらによるクーデターにより国を追われてアメリカへ亡命状態にある。
サンガラのクーデター軍への攻撃を依頼する為にテイラー大統領との会談中。自宅に戻った際にエマーソンに襲撃され、セーフハウスに避難する。
アラマ・マトボ（Alama Motobo）
演 - トーニャ・ピンキンス、日本語吹替 - すずき紀子
登場：シーズン7
元首相の妻。元首相同様に国を追われた状態にある。ジャックらに対しては信頼を置いており、デュバク大佐捕獲作戦で人質となることを元首相に進言した。

## カミスタン政府
オマール・ハッサン (Omar Hassan)
演 - アニル・カプール、日本語吹替 - 梁田清之
登場：シーズン8
カミスタン大統領。アメリカとの和平協定の為に訪米。妻ダリアとの関係は冷え切っており、彼を取材に来たメレディス・リードと不倫関係になる。しかし、リードが暗殺犯の容疑をかけられた際に彼女の無実を証明する為に不倫関係をヘイスティングスに話し、爆弾による暗殺事件後に再会。暗殺事件で改めて自分がどれだけ国を大切にしているかと思い知り、彼女を大切に思いながらも別れを告げた。しかし、弟がテログループの一味であったことで精神が不安定になり、国内の反乱分子を粛清する為に軍を動かした事で会談が破綻しかける。リードと別れる決意をして妻子と再会し無事を喜ぶかと思いきや、妻には決別を告げられる。このことにより更なる暴走を引き起こし、従兄弟だったというだけで大臣を逮捕したり、庇う意見を言っただけで護衛官のタリンを逮捕訊問しようとまでした。このことにより娘のカイラから説得をされたが無視した為に反発され、カイラは駆け落ちしてしまう。この為、国に帰ろうとしたダリアに頼んで娘を探す事を懇願。戻ってきた妻から激しく責められ心の内をようやくさらけ出した事で再び絆を取り戻した。中盤でテログループが自らの命と引き換えにニューヨーク市内で核攻撃をする事を知り、殺害されることを承知でテロリストに自らを差し出した。監禁され、声明を読む事を要求されるがそれを拒む。その後、首を掻き切られ壮絶な最期を迎えた。
ダリア・ハッサン（Dalia Hassan）
演 - ネカー・ザデガン、日本語吹替 - まさきせい
登場：シーズン8
オマールの妻。オマールと離婚寸前まで冷めきっており、交渉の途中にもかかわらず帰国しようとする。しかし、娘のカイラが駆け落ちにより姿を眩ました事で思いとどまり彼女を探し出す。このことにより家族の絆をようやく取り戻し、和平交渉に懸ける夫の理念を思い起こさせる事に成功し仲直りをするが、テロを防ぐ為にハッサンは自らを差し出して命を落とした。 彼の死後は、自身が推される事に戸惑いと懸念を感じながらも、大臣ジャモからの強い推薦とカミスタン国内の熱心なオマール支持派からの支援もあり、議会の信任の下で暫定大統領に就く。暫定大統領としては、夫・オマール同様和平協定実現の為に行動するが、テイラーがロシア政府の事件への関与を隠蔽していたことを知ると、欺瞞に満ちた和平には協力出来ないと強く憤る。
カイラ・ハッサン（Kayla Hassan）
演 - ナズニーン・コントラクター、日本語吹替 - 宮下典子
登場：シーズン8
オマールの娘。大統領の警護主任のタリンと交際している。叔父のファラドが反逆者と知った父の暴走によりタリンが逮捕されたことで父に反発。逃げ出したタリンと駆け落ちしてしまう。しかし、彼は本当に裏切り者であり、大統領暗殺に関わっていた。彼女はタリンに誘拐されてしまい大統領を脅迫する人質に取られる。殺される直前、タリンが裏切り彼女を逃がしたと思われたがこれは陽動であり本当は彼女をCTUに向かわせてEMP（電磁パルス）爆弾を爆発させる事で陽動は成功し、彼女は無事に救われたがCTUは大打撃を受けてしまった。その後、放射能爆弾のテロから街を救う為にハッサン大統領は自らを差し出して命を落としてしまいひどく落ち込む。しかし、和平交渉再開の為に母・ダリアを支える。
ファラド・ハッサン（Farhad Hassan）
演 - アルバクール・クルサ（Akbar Kurtha）、日本語吹替 - 加藤将之
登場：シーズン8
オマールの弟で首席補佐官。しかし、兄の暗殺の為にテログループのサミール・メーランと共謀する。ハッサン暗殺が失敗するとダリアとカイラの前で警備を殺害し逃走。バザエフの元に逃げ込むが、ジャックの突入直後に逃走。バザエフの息子ジョセフと取引をして核燃料棒を手に入れるが、カミスタンに持ち出せない事を知った仲間が爆弾を作るよう方向転換した為に裏切って逃走。CTUに保護を申し出る。ジャックの到着直前に勝手に逃げようとしてしまい殺害された。
タリン・ファルーシュ（Tarin Faroush）
演 - T・J・ラミニ（T.J. Ramini）、日本語吹替 -
登場：シーズン8
ハッサン大統領警護主任。大統領の娘カイラと密かに付き合っている。ジャモ大臣が拘束された折、庇ったことで反逆者と思われた為に護送中に逃走。カイラと合流して駆け落ちする。しかし、彼は本当に反体制派グループのカミスタン・スプリンターセルに与して、ハッサンを排除しようとしていた。カイラを使って大統領を脅迫した後、仲間を裏切ったと見せかけてカイラを逃がしてCTUの機能をEMPで破壊した。その後放射能爆弾を爆心地へ運搬し殉教覚悟で自爆テロの実行を待ったが、ハッサンが爆破と引き換えに自らの引き渡しを受諾したため、移送を受け持つ。移送ルートがCTUに発覚した為、ハッサンを別の車に乗せ換えてジャックを引き付けて立体駐車場の屋上から飛び降りて死亡した。
ジャモ（Jamot）
演 - ナヴィド・ネガーバン、日本語吹替 -
登場：シーズン8
カミスタン政権の大臣。和平交渉への派遣団の一員。序盤で、不安定になったハッサンから従兄弟が反体制派にいたというだけで拘束されたが、その後解放されハッサンへの忠誠心を失うことはなかった。彼の死後も信念を受け継ぎ、閣僚、議会をまとめ、妻・ダリアを大統領に推し、和平協定締結に尽力する。
演じるナヴィド・ネガーバンはシーズン4第15話にもAbdullah役で出演していた。

## イギリス政府
アラステア・デイビス（Alastair Davies）
演 - スティーヴン・フライ、日本語吹替 - 菊本平
登場：リブ・アナザー・デイ
イギリス政府首相。ヘラー大統領と基地協定の改定の為に会談中である。
無人機乗っとり事件に際し、犯人逮捕に協力するが、ヘラー大統領が認知症であるとの噂を聞きつけ、彼の指揮能力を疑ってMI5を使って一方的に介入した為に捜査妨害を行ってしまう。
その件でヘラー大統領から追及を受けた為に認知症の噂が本当かを逆に問い正し、症状があることは認めたが、彼自身の固い決意を聞いたことで信じる事を決め、非礼を詫びたことで全てに対して協力的になり、最後まで友好的な協力関係を持って無人機テロと第三次大戦の危機を乗りきった。
事件解決後、オードリーの遺体を見送る際、認知症で全てを忘れてしまう自分への悔しさを語るヘラー大統領の言葉を友人として受け止めていた。
キャロライン・フォーズ (Caroline Fowlds)
演 - ミランダ・レイズン、日本語吹替 -
登場：リブ・アナザー・デイ
イギリス首相側のメンバーの一員。

## テロリスト
シーズン1 / シーズン2 / シーズン3 / シーズン4 / シーズン5 / シーズン6 / リデンプション / シーズン7 / シーズン8 / リブ・アナザー・デイ

### シーズン1（大統領候補者暗殺計画）
ヴィクター・ドレーゼン（Victor Drazen）
演 - デニス・ホッパー、日本語吹替 - 壌晴彦
登場：シーズン1
ミロシェビッチ政権下のセルビアコソボ自治州の秘密警察の長官で、｢民族浄化｣を名目に敵対民族の拷問・虐殺を指揮していた。その件について自身では｢自分を悪者にしたい奴らの嘘｣と言っていたが、脱獄直後に隠れ家で長年自分を支援していた家族をあっさり惨殺する等、虐殺行為を証明する残忍さを持つ。
当時、国防小委員長だったデイビッド・パーマーはこれを防止するために、彼の暗殺計画「ナイトフォール作戦」を承認。デルタフォース（ジャックと数人の部下）とMI6（スティーブン・サンダース）の6人が任務に付き、ドレーゼンが自宅に戻ったところを仕掛けていた爆弾を爆発させて死亡したと思われていた。実は替え玉であり、本人は後日別の場所で拘束され、アメリカ国内の秘密刑務所に拘留されていた。なお、ナイトフォール作戦は始めからヴィクターを捕らえ情報を引き出そうとする勢力が画策したもので、彼が死亡したと思わせることが目的であった。
自身は無事だったものの、爆弾で関係の無い妻と娘が死亡し、ジャックとパーマーに深い恨みを抱いていた。息子達の手引きで脱獄後、国外逃亡を計るもアジトに単身で乗り込んできたジャックによって長男アンドレと共に射殺される。
アンドレ・ドレーゼン（Andre Drazen）
演 - ジェリコ・イヴァネク、日本語吹替 - 谷昌樹
登場：シーズン1
ヴィクター・ドレーゼンの長男。バウアー親子誘拐事件・パーマー大統領候補暗殺事件の首謀者。
ナイトフォール作戦によって無関係の母と妹が死亡したことで、暗殺部隊で唯一の生存者であったジャックと作戦を承認したパーマーを恨み、大統領予備選挙の日（ナイトフォールよりちょうど2年後でもあった）に弟のアレクシスと共にテロ事件を起こす。また、同時に拘束されていた父ヴィクターの奪還も計画していた。
最期は娘キムが殺されたと嘘を吹き込まれ、アジトに単身で乗り込んできたジャックによって父共々射殺される。
アレクシス・ドレーゼン（Alexis Drazen）
演 - ミーシャ・コリンズ、日本語吹替 - 檀臣幸
登場：シーズン1
ヴィクター・ドレーゼンの次男。兄アンドレと共に、一連のテロ事件及びヴィクター奪還作戦を行う。
兄同様、母と妹の復讐・父ヴィクターの救出のため父が拘留されている秘密刑務所への送電を落とすよう依頼していたり、パーマーの選挙事務所の女性スタッフに近づき情報収集を試みたり、実行隊長的な役割を担っていた。CTUに身元がばれ、ジャックが逆に女性スタッフ、エリザベス・ナッシュを利用して情報を引き出させようとしたが、自分が利用されていると知った彼女に刺されて瀕死の重傷を負い身柄を拘束される。その後、脱出に成功した父ヴィクターによってジャックとの人質交換で父と兄の下に帰還するも、間もなく死亡。
アイラ・ゲインズ（Ira Gaines）
演 - マイケル・マッシー、日本語吹替 - 中田和宏
登場：シーズン1
パーマー上院議員大統領候補暗殺を計画していた人物。実際には、アンドレ・ドレーゼンに雇われていた傭兵。テリーとキムを誘拐してジャックを操り、パーマー暗殺犯に見せかけようとしていた。シーズン前半のラストでジャックと銃撃戦の末に射殺される。
当初の予定では、ドレーゼン一家のシナリオは無く、あくまでゲインズが黒幕で終わらせる予定であった（人気が出たため、24話まで延長され、彼はドレーゼン一家に雇われた者に過ぎないとされた）。
マンディ（Mandy）
演 - ミア・カーシュナー、日本語吹替 - 林佳代子
登場：シーズン1 - 2、4
他のテロリストの依頼によって動くテロリスト。特にシーズン1では重要な人物であったが、CTUにその存在がわかるのはシーズン4になってからである。
なお、テロリストの中では初登場から最後の登場までの期間がローガンに次いで長いキャラクターである。
シーズン1
ゲインズの依頼により、記者の許可証を盗み、最終的には旅客機を爆破する。
シーズン2
マックスの指示でパーマーに神経毒を仕込む。
シーズン4
事件に関与して、包囲されるがキャッスルを殺害しトニーを人質にする。そしてミシェルを脅迫するが、ジャックとカーティスによって逮捕される。核ミサイルの情報を条件に恩赦される。
ケヴィン・キャロル（Kevin Carroll）
演 - リチャード・バージ、日本語吹替 - 荒川太郎
登場：シーズン1
ゲインズの部下。ジャックの妻子誘拐のためジャネットの父親アラン・ヨークを殺して彼になりすまし、テリーと一緒にキムらを探し回る。結果として誘拐には成功したが、ジャックに脅迫されてアジトに連れてきてしまう。ゲインズ死亡後にアンドレの下に赴き、自分を使ってくれと頼むが、失敗を咎められて射殺される。
ヨハン・ミョビック（Jovan Myovic）
演 - アンリ・ルバッティ、日本語吹替 - 西凛太朗
登場：シーズン1
テリーを暗殺しようとあとをつけていた暗殺者の一人。テリーからキムの居場所を聞き出した後に殺そうとするも、トニーによって射殺される。
ジョナサン（Jonathan）
演 - ルドルフ・マーティン、日本語吹替 - 下山吉光
登場：シーズン1
マンディによって殺されたマーティン・ベルキンそっくりに整形したテロリスト。
ブリジット（Bridgit）
演 - キム・マーフィ、日本語吹替 - 相楽恵美
登場：シーズン1
レズビアンであるマンディの愛人。マンディの仕事は知っているが、自身はずぶの素人の為、仕事に関するルールを全く知らず、仕事相手のゲインズに報酬を倍にするよう要求し、偽造IDを隠す。それがゲインズの怒りに触れてしまい、マンディとゲインズが要求を飲んだフリをしてIDを取り返した後にジョナサン（ゲインズの部下）によって射殺された。

### シーズン2（核爆弾テロ）
サイエド・アリ（Syed Ali）
演 - フランチェスコ・クイン、日本語吹替 - 廣田行生
登場：シーズン2
核爆弾テロの実行者。イスラム系テロ組織「第二の波」のリーダー。
小型核爆弾によるテロの計画・実行者であったが、実際には黒幕の石油利権団体に踊らされていただけだった。部下のマリーから足が付きそうになり、調査を行っていた彼女の姉ケイトと探偵を拉致し、拷問にかけさせる。モスクでの礼拝中後にCTUに踏み込まれ、身代わりを使って焼身自殺したように見せかけたが見破られてジャックに拘束される。
家族を人質にされ、息子を殺された（と見せかけた）事でテロ計画をようやく打ち明ける。その後発見された、彼が中東三ヶ国に支援されていたとされる偽の証拠（キプロス音源）を突きつけられたが、アリは知らないと否認。この事をジャックに息子の殺害は狂言だと知らされた上で再度聞かれるが知らないとハッキリ答える。しかし、直後に音源が偽物だとばれるのを怖れたキングスレーによって移送中に狙撃されて死亡する。
マリー・ワーナー（Marie Warner）
ワーナー家の次女。「第二の波」のメンバー。
マムード・ラシェード・ファヒーン（Rasheed Faheen）
演 - アンソニー・アジジ（Anthony Azizi）、日本語吹替 - 高宮俊介
登場：シーズン2
「第二の波」のメンバー。エディーらのボス。
ピーター・キングスレー（Peter Kingsley）
演 - トビン・ベル、日本語吹替 - 沢木郁也
登場：シーズン2
核爆弾テロの黒幕。カスピ海に油田を持つ実業家で石油共同体の一員。
テロ組織「第二の波」にロスで核爆弾を爆発させ、さらにそれを中東三ヶ国が支援していたと思わせることで米国と中東三ヶ国の戦争を画策。それによって、自身が所有する中東と無関係のカスピ海油田の利用と原油価格高騰を目論む。また、強硬派を有利にするため、パーマーを怨む元妻シェリーも仲間に引き入れ、結果としてサイエドの計画が失敗した後も、サイエドと中東三ヶ国の関係を示す音源を偽造して報復戦争を起こさせようとした。
最終話、ジャックの策に嵌って自白を引き出され、ジャックを殺そうとしたが、直前に特殊部隊に射殺された。
マックス（Max）
演 - トーマス・クレッチマン、日本語吹替 - 井上和彦
登場：シーズン2
ドイツ人の武器商人。
シーズン2
核爆弾テロの真の黒幕。終盤で登場し、結果的にシーズンの最中にはCTUにその存在は全く感知されていなかった。
一連のテロ計画の立案者で終始キングスレーに指示を与える。また、ニーナ・マイヤーズとも関わりがあった。
キングスレーが殺害されたことと、中東三ヶ国への戦争が中止になったことを知ると、細菌兵器を使ってマンディにパーマー暗殺未遂を起こさせた。
シーズン2.5
再び核爆弾を利用したテロを計画するが、最期はジャックに射殺される。
アレックス・ヒューイット（Alex Hewitt）
演 - リック・D・ワッサーマン、日本語吹替 - 桐本琢也
登場：シーズン2
音声データの改変技術を持つ技術者。キングスレーの依頼を受けて、キプロス音源を偽造した張本人。
キプロス音源の機械に仕込んだ自分の署名のようなものからCTUに捕捉される。その後、ジャックに捕まり、音源は偽者と証言すること約束するが、混乱から脱走をはかり、その途中で頭を強打し亡くなる。
重要な証人を失うことになったが、後に彼が作った音声改造ソフトがキングスレーを罠にかける重要な物となる。
ロニー・スターク（Ronnie Stark）
演 - ピーター・アウターブリッジ、日本語吹替 - 田中正彦
登場：シーズン2
オハラ達のボスらしき人物。拷問が専門でかなりのサディスト。ジャックに激しい拷問を続けた為に心停止にまで追い込んだ。無事に蘇生したものの、やり過ぎた為にキングスレーからの指示でオハラと交替させられて射殺された。
レイモンド・オハラ（Raymond O'Hara）
演 - ブライアン・グッドマン、日本語吹替 - 松本大
登場：シーズン2
捏造音源の元データが入った基板を回収に来た3人組の1人。蘇生したジャックに再び拷問にかけたが、口を割らないジャックに苛立ちはじめる。最後はジャックに薬を射っていた医師がジャックと協力して反撃したため殺された。
アレクサンダー・トレプコス（Alexander Trepkos）
演 - ユージン・ロバート・グレーザー、日本語吹替 -
登場：シーズン2
捏造音源の元データが入った基板を回収に来た3人組の1人。蘇生したジャックに再び拷問にかけたが、口を割らないジャックに苛立ちはじめる。最後はジャックに薬を射っていた医師がジャックと協力して反撃したため殺された。

### シーズン3（バイオテロ）
ラモン・サラザール（Ramon Salazar）
演 - ホアキン・デ・アルメイダ、日本語吹替 - 菅生隆之
登場：シーズン3
ヘクター・サラザール（Hector Salazar）
演 - ヴィンセント・ラレスカ、日本語吹替 - 江川央生
登場：シーズン3
メキシコの麻薬王兄弟。
兄ラモンは巨大麻薬組織を築いた人物だったが、CTUの1年に及ぶ工作とジャックの半年の潜入捜査によって逮捕され刑務所に収監されていた。そのため、弟ヘクターが兄の釈放と報復のウイルステロを計画する（実際にはウイルス押収のためにジャックに唆されていた）。
テロの阻止およびウイルスの押収のためジャックが極秘の潜入捜査を再び開始し、ヘクターはジャックを信じて兄を脱獄させる。その後、ヘクターはジャックを用済みで殺そうとしたが、今ジャックに死なれると生物兵器を手に入れられなくなると考えたラモンに止められる。ヘクターは生物兵器の取引に不安を感じ取引の中止を主張するが、ラモンによって射殺される。その後、ラモンは武器商人のアマドールからウイルスを手に入れたが、これは偽物で、これに仕掛けられた爆弾によって爆死する。
スティーブン・サンダース（Stephen Saunders）
演 - ポール・ブラックソーン、日本語吹替 - 大塚芳忠
登場：シーズン3
バイオテロの首謀者。元イギリス秘密情報部工作員。ジェーンという一人娘がいる。
ナイトフォール作戦にジャックと共に参加し、その際に逃げ遅れて死亡したものと思われていたが、実際には秘密警察に捕まり2年間拷問を受けていた。ミロシェヴィッチの失脚によって釈放され、自分を見捨てたアメリカ政府への復讐を計画する。
武器商人のアマドールから購入したウイルスをロサンゼルスのホテルで散布して未曾有のテロを起こし、さらにアメリカの各都市で同様のテロ事件を画策していた。しかし、CTUによって娘ジェーンを人質にとられて計画を断念、ウイルスの所在など全てを明かすが、ホテルでのテロで死亡したCTU職員ガエルの遺品を取りに来ていた彼の妻に射殺される。
マイケル・アマドール（Michael Amador）
演 - グレッグ・エリス、日本語吹替 - 諸角憲一
登場：シーズン3
ウクライナ人の国際的な武器商人。
生物兵器（殺人ウイルス）の仲介を行い、これをサンダースに売る。しかし、同時にサンダースに隠してメキシコで偽物のウイルス競売を開き、参加者から金を騙し取り、落札した相手は爆弾で葬ろうと計画する。ジャックやトニーらはこの情報を得て、サラザール兄弟を利用した極秘作戦を敢行する。
偽競売は上手くいったが、本来落札したニーナに仕掛けた爆弾でラモンが死亡。それを知らないまま逃亡するが、捕獲されたニーナからアシが付いてCTUに捕捉された。だが、サンダースの報復を恐れた為に口を閉ざした為、ジャックに泳がされる形で逃亡。サンダースに国外脱出の協力を求めるが、偽造旅券と代金として渡されたスーツケースに仕込まれた爆弾によって粛清された。
マーカス・アルバース（Marcus Alvers）
演 - ロテール・ブリュトー、日本語吹替 -
登場：シーズン3
ウクライナ人科学者。仲介人のアマドールと共にスティーブンの協力者。ニーナと関係を持っていた様子で、AIDSの検査履歴を知ったニーナが動揺していた。
ウイルスの致死性を高めた科学者で、ウイルスの運搬も行う。ホテルにウイルスを運ぶがそこにCTUが突入し、ウイルスの散布に成功するが自身も感染してしまう。そして、自身が感染させたホテルの人間と共に死亡する。

### シーズン4（連続時間差多発テロ）
ハビーブ・マルワン（Habib Marwan） / ハリス・バーンズ
演 - アーノルド・ヴォスルー、日本語吹替 - 大友龍三郎
登場：シーズン4
列車爆破、国防長官誘拐、原発暴走、エアフォースワン撃墜の首謀者。
アメリカ国内でハリス・バーンズの偽名を使い、潜伏中の同志を要所要所で使うことにより、他のグループとは繋がらないよう綿密に計算された計画で次から次へと先手を打ってきてテロを実行した。任務に忠実な者ばかりを集めており、任務の障害になりそうな者はC4爆弾で爆殺もいとわない。
数々のテロを実行し、原発メルトダウンの為にオーバーライド操作中にジャックに発見され逃走。その後囮捜査で現れたディナがジャックを殺さなかった為に殺して再度逃走。捜査かく乱の為にベルースとジャックの人質交換を要求。シーズンラスト、LAに戦術核を打ち込む計画の最中にCTUに捕捉され、ジャックとの銃撃の末、飛び降り自殺。最後のテロは失敗に終わる。
ナビ・アラス（Navi Araz）
演 - ネスター・セラーノ、日本語吹替 - 手塚秀彰
登場：シーズン4
マルワンに協力しているテロリスト。原発をメルトダウンさせたテロのリーダー。
中東系移民であり、表向きは、カーソン・シティで電器店を経営している。妻子と共に一般家庭を築いており、ロサンゼルス郊外のウッドランド・ヒルズに家を持ち一般市民として生活しているが、イスラムの教えのためには何でもする狂信者。テロ遂行のために妻子を巻き込み、息子のベルーズを強制的にテロに加担させる。しかし、テロの計画発覚を防ぐため、息子の殺害を試み、これによって協力者であった妻の離反を招く。原発テロには成功したが、息子を始末しようとジャックと交戦中、銃を手にした息子によって背中を撃たれ殺害される。
ディナ・アラス（Dina Araz）
演 - ショーレ・アグダシュルー、日本語吹替 - 宮寺智子
登場：シーズン4
ナビの妻。テロの協力者。
夫のテロに積極的に協力し、当初は嫌がる息子にも協力を迫っていた。夫の命令に従い非情にも息子のガールフレンドのデビーを毒殺。手を下さなかった息子をなじる。しかし、夫が息子の命をも奪おうとしていると知ると、一転、夫を裏切って息子と逃亡。その後、CTUに投降する。息子とともに証人保護プログラムを受ける条件でマルワン追跡に協力するも作戦は失敗。ジャックと共に捕えられた際、マルワンに殺害される。
ベルース・アラス（Behrooz Araz）
演 - ジョナサン・アードー、日本語吹替 - 鳥海浩輔
登場：シーズン4
ナビとディナの息子。
ガールフレンドのデビーの存在を父のナビに咎められ、計画を知ったかも知れない彼女を殺すよう強要される。躊躇しているうちにデビーは母によって殺害され、更には自身も父親から殺し屋を仕向けられた為に父を裏切り逃亡。その後、母親とともにCTUに投降する。
母が協力したCTUの作戦が失敗し、人質となったジャックと交換にマルワンに引き渡される。捕えられたベルーズがどうなかったかは本編では不明であるが、DVD特典ではCTUに助け出されるシーンが追加されている。
ヘンリー・パウエル（Henry Powell）
演 - ロバートソン・ディーン（Robertson Dean）、日本語吹替 - 長克巳
登場：シーズン4
マルワンに協力している技術者。
原発を遠隔操作することのできるオーバーライドを開発した元マクレナン・フォースター社の社員であり、戦術核の電子装置再設定を行う。ヘリで逃亡を図るが失敗し、ジャックとトニーに拘留されるが、口封じのためにマルワンの部下に狙撃され死亡する。
カリル・ハッサン（Kalil Hasan）
演 - （Anil Kumar）、日本語吹替 -
登場：シーズン4
アンドリュー・ペイジを誘拐した男。その後、ヘラー親子の誘拐場所に向かう途中にジャックの追跡に気付き、向かってきたトラックに突っ込んで自殺（殉教）した。
オマー（Omar）
演 - トニー・プラナ、日本語吹替 - 佐藤祐四
登場：シーズン4
マルワンの部下。ヘラー親子の誘拐を担当する。
ヘラー親子の車列を襲撃し、彼らの誘拐に成功する。その後、生中継の人民裁判を開き、ヘラーを戦争犯罪人として処刑しようとするが、海兵隊のバックアップを受けたジャックの襲撃を受け、最終的に射殺される。
ミッチ・アンダーソン（Mitchell "Mitch" Anderson）
演 - ネッド・ヴォーン、日本語吹替 - 根本泰彦
登場：シーズン4
マルワンの協力者。元アメリカ空軍の軍人。士官学校卒。優秀なパイロットだったが薬物使用で不名誉除隊。
パイロットを密かに殺害して、空軍のステルス攻撃機（F-117）を盗み出す。その戦闘機を操作して、キーラー大統領が乗っているエアフォースワンを撃墜し、その後、自身もF-16に撃墜され死亡。
ヨシク・カタミ（Yosik Khatami）
演 - ニコラス・グイラック（Nicholas Guilak）、日本語吹替 - 梅津秀行
登場：シーズン4
マルワンの部下。
秘密を知りすぎたジョー・ブラドを殺害するようにマルワンに言われブラドを殺害しようとするが逆に殺害されてしまう。
ヨシク役のニコラスは過去にシーズン2でFarhad Salim役で出演している。
ジョー・プラド（Joe Prado）
演 - ジョン・サデウス（John Thaddeus）、日本語吹替 - 内田直哉
登場：シーズン4
元海兵隊員。テロに協力したようで、知りすぎた為にマルワンに殺されそうになるが、刺客のヨシクを逆に殺す。そこをCTUに踏み込まれて拘束されたが、マルワンが送り込んだ弁護士によって拷問の直前で取り止めになる。ジャックの一計により1度CTUを辞め、更にプラドを釈放。釈放の直後にジャックがプラドを拘束して拷問にかけて情報を吐いた。
ニコール（Nicole）
演 - ダグマーラ・ドミンスク、日本語吹替 - 世戸さおり
登場：シーズン4
マルワンの部下。ミッチ・アンダーソンが入れ換わったパイロットと関係を持ち、脅してミッチを招き入れた。
アンダーソンと一緒に住んでいた男が持っていたとされるハードディスクを回収しようとするも失敗してしまい、そこに現れた女FBI捜査官のドレイクを射殺する。数分後にジャックからドレイクの携帯に電話がかかったことから、彼女に成りすましてジャックとハート捜査官と一緒にハードディスクを探す事になる。しかし、ディスクを見つけたハートを殺害したことがジャックに発覚し、射殺される。
サビール・アルダカリ（Sabir Ardakani）
演 - （Kris Iyer）、日本語吹替 -
登場：シーズン4
核ミサイルの回路基板を改造した設計者。最近の行動に疑問を感じた恋人に疑われて証拠が見つかり、恋人がCTUへ通報した。

### シーズン5（元大統領暗殺・空港占拠・神経ガス散布テロ・ロシア大統領襲撃・潜水艦強奪）
クリストファー・ヘンダーソン（Christopher Henderson）
演 - ピーター・ウェラー、日本語吹替 - 納谷六朗
登場：シーズン5
デイビッド・パーマー元大統領暗殺の首謀者。ビエルコの起こしたテロの黒幕の一人。元CTUロス支局の支部長。
CTU職員時代にジャックをデルタフォースよりスカウトした彼の元上司であり、ジャックのことをよく知る人物。後に、ジャックによって機密情報を防衛関係企業に売った容疑で告発され、証拠不十分で釈放されたが、CTUは解雇される。その後、化学企業オミクロン社副社長となる。
グラハム・バウアー、チャールズ・ローガンらと手を組み、米国の中央アジアにおける石油利権のため、自社製品である神経ガスをビエルコに横流しし、彼によるテロを裏で操る。また、これらを察知したパーマー元大統領及びジャックの生存を知っていたトニー、ミシェルの暗殺を行う。正体がばれた為にジャックをハメてサーバールームごと爆破したが失敗。その後、自宅に妻を迎えに来たところを拘束。CTUに連行されて拷問されるが、全く動じずに失敗する。更には自らをコントロールして死にかけているよう見せかけて拷問を解き、トニーの不意を打って薬を射って返り討ちにしてテロの混乱に紛れて逃亡する。
その後グラハムやローガンとテロの接点を消すために暗躍するも再び拘束され、ジャックに自身の死を偽装することを条件に協力を認める。ビエルコの死後、ジャックから逃走を企て、彼を射殺しようとしたが、ジャックの罠に嵌り逆に射殺される。
結果として、作中で背任容疑の真偽が明かされることは無いが、ジャックは有罪を確信し、ヘンダーソンはニーナ・マイヤーズかジョージ・メイソンに嵌められたと主張している。また、手段こそ問題だったが、愛国心の強さや家族愛などジャックに通じるところも多く、当時のCTU内部での人望も厚かったと思われる描写が多々ある（汚職を告発したジャック自身、最初は信じられなかったと述べている）。
ウラジミール・ビエルコ（Vladimir Bierko）
演 - ジュリアン・サンズ、日本語吹替 - 井上倫宏
登場：シーズン5
空港占拠、ロシア大統領襲撃、神経ガス散布テロ、潜水艦強奪の首謀者。ロシアから独立を目指す独立派組織のリーダー。
ソビエト連邦の崩壊後、武器と石油で財をなしその一部で独立派の地下出版に資金提供していた。やがてシンパ以上の存在となり直接指揮する立場となる。
カミングス（ひいてはグラハムらの組織）の支援を受けて、米国内で神経ガスを手に入れ、モスクワでのテロ事件を計画する。しかし、これが米国政府の罠であると気づき、その報復のために米国内でガスを使用する計画に変更する。また、これらとは別に調印間近の米露対テロ防衛条約の破棄を狙った空港占拠事件や、調印のため訪れていたロシア大統領の襲撃事件などを引き起こす。終盤で潜水艦を強奪したがジャックとの格闘の末殺害される。
ハース（Haas）
演 - ジェフ・コーバー、日本語吹替 - 田中一永
登場：シーズン5
デイビットを狙撃したスナイパー。直後にクロエを殺す為に現れたが、クロエの連絡で現れたジャックに射殺された。
アントン・ベレシュ（Anton Beresch）
演 - デヴィッド・ダヤン・フィッシャー、日本語吹替 - 成田剣
登場：シーズン5
米露で交わされることとなる対テロ協定解除のためにオンタリオ空港を占拠したテロリスト達のリーダー。ネイサンソンの手引きでオンタリオ空港を占拠し、その場にいた60人を人質にとり、テレビを通して対テロ協定の解除をローガンに要求する。デレクを人質にジャックをおびき出すもCTUに攻め込まれ、テロは失敗に終わる。その際、自殺をしようとするもジャックによって阻止され、最終的に仲間が所持していた爆弾を操作して自殺する。
イワン・アーウィック（Ivan Erwich）
演 - マーク・A・シェパード、日本語吹替 - 伊藤栄次
登場：シーズン5
アントン・ベレシュらのオンタリオ空港のテロの人質の一人に紛れ込み、神経ガスの入手と散布を目論む。起動チップがリセットされた為に神経ガスの容器が開かない為、町のバイク店を利用して開封し再設定し、テストがてらショッピングモールに散布する。ジャックの活躍のおかげで被害は最小限になり失敗。更にはビエルコの主義に反してロシア人以外の犠牲を出したうえ、ビエルコ自身も危険に晒したために彼に刺殺される。
ジェイコブ・ロスラー（Jacob Rossler）
演 - パトリック・ボーショー、日本語吹替 - 千田光男
登場：シーズン5
ソフトプログラマー。機密システム侵入とID窃盗で起訴された人物。イネッサという少女を性奴隷として国から買って連れてきており、1年半もの間性奴隷として痛め付けてきたサディスト。
アーウィックが神経ガスの容器のチップを再設定する為に連絡を取ってきた。ジャックに捕まり拷問を受け免責を条件にアーウィック渡すチップを交換しようとする。しかし、免責の条件にイネッサを連れて行くよう要求。恐怖に刈られた彼女に射殺された。
コレット・ステンガー（Collette Stenger）
演 - スタナ・カティック、日本語吹替 - 宇乃音亜季
登場：シーズン5
国際情報ブローカーの女性。美人でかなり用心深い性格。
ビエルコの依頼で天然ガスタンクの工場の図面を手に入れ渡した。後にロサンゼルスに停泊中のロシアの潜水艦の図面も彼に売り渡す。
恋人のテオ・ストーラーと逃げようとしたが、ドイツ工作員だった彼に裏切られて売られてしまった。そしてビエルコの居場所を教えるようジャックに司法取引を持ちかけられ、そこでオードリーが図面を売ったとウソの主張して攪乱させる。後に、それがヘンダーソンの入れ知恵と発覚して、免責も撤回された。
チャールズ・ローガン
グラハム・バウアー

### シーズン6（連続自爆テロ・小型核爆弾テロ）
アブ・ファイエド（Abu Fayed）
演 - アドニ・マロピス、日本語吹替 - 相沢正輝
登場：シーズン6
連続自爆テロ、小型核爆弾テロの首謀者。
和平路線に転じた元上官アサドの意に反して米国各地でテロ事件を引き起こす。一連のテロをアサドが主導しているかのように見せかけた上で、米国政府にアサドの居所を教える条件でジャックの引き渡しを要求。弟の仇であるジャックを殺すことと、アサドを米国に殺させる狙いだったが、結果は失敗。同時にグレデンコと組んで核兵器を手に入れ、米国でテロを起こそうと画策する。最期はジャックと格闘の末、絞殺された。
物語開始の数ヶ月前に、CTUに拘留されていたが、すぐに釈放された過去がある。これによって後にブキャナンの責任が問われ、政争の材料に使われてしまう。
ディミトリ・グレデンコ（Dmitri Gredenko）
演 - ラデ・シェルベッジア、日本語吹替 - 宗矢樹頼
登場：シーズン6
旧ソビエト連邦の元将軍。テロ首謀者ファイエドに核爆弾を流した張本人。
反米派で超国粋主義者でソ連の復活を願っている。西側諸国とアラブの対立の悪化を狙いファイエドと手を組むが彼のことを嫌ってる節がある。
経緯は不明だがフィリップ・グラハム親子がパーマー暗殺に関与していたことを突き止め、処理される核兵器をソ連復活のために使うとの口実で横流しさせファイエドに提供する。アフガニスタン以来の戦友でLA総領事のマルコフと共にテロを支援していた。CTUに拘束され、右腕に発信機を埋め込まれた上で、ファイエドを捕まえるための餌にされたが、右腕を切断され逃亡。その途中でファイエドを裏切り、その混乱に乗じて逃亡するが出血多量で死亡した。
ハムリ・アル＝アサド（Hamri Al-Assad）
演 - アレクサンダー・シディグ、日本語吹替 - 咲野俊介
登場：シーズン6
湾岸戦争時、アラブ側で米軍を苦しめた人物で、シーズン5からシーズン6の間に行われていた連続テロ事件の首謀者と目されていた人物。しかし、数年前から和平路線に転じており、一連のテロ行為は元部下のファイエドが起こしていたもので、それを止めるために米国に潜入していた。
ジャックと共にテロを阻止するために奔走する。その後、穏健派のウェイン大統領の頼みで共に会見をすることになったが、それを良く思わない強硬派によるウェインを狙った暗殺に巻き込まれて死亡。
また、ゲームCall Of Duty 4にて同名のテロリストが登場する。CoD4を脚本した人物は24の脚本家である。
アハメッド・オマール（Ahmed Amar）
演 - カル・ペン、日本語吹替 - 藤井啓輔
登場：シーズン6
ファイエドの部下。友人のスコットからは「アーメット」と呼ばれている。ただし、スコットがきちんと発音出来ないからで、オマール本人は不愉快に思っている。
最近続くテロに怒りを露にした近所の住人がオマールを痛めつけようと自宅に乗り込まれてしまいやむなく殺害。直後にスコットが出くわしたことから本性を現し、彼と彼の家族を人質に取る。大怪我をした自分に代わってスコットの父親に核爆弾の起爆装置を買うのに必要な金を渡し、適時電話で指示を与える。スコットの母を外に逃がした後、ファイエドの指示により彼を殺すよう言われる。
しかし彼の母が警察に通報したことから駆けつけたCTU部隊の襲撃を受け負傷。その後搬送中に死亡した。
ダレン・マッカーシー（Darren McCarthy）
演 - デヴィッド・ハント、日本語吹替 - 志村知幸
登場：シーズン6
ファイエドに核爆弾を売った人物。
愛人のリタとともに核爆弾を起動できるモリスを拉致するがその道中、報酬に目がくらんだリタに殺される。
カーソン
スタントン研究所の政策アナリスト。
パーマー暗殺未遂の首謀者でリードと手を組む。ホワイトハウスのバンカーへは民間防衛に関する助言の名目で来訪したが、後にリードと共にシークレット・サービスに拘束される。
フィリップ・バウアー
チェン・ズィー

### リデンプション/シーズン7（インフラ乗っ取り・ホワイトハウス襲撃・生物ガステロ）

#### サンガラ
ベンジャミン・ジュマ（将軍）（General Benjamin Juma）
演 - トニー・トッド、日本語吹替 - 土師孝也
登場：リデンプション、シーズン7
サンガラでのクーデターの首謀者。
リデンプション
無理やり集めた少年兵とホッジスの秘密裏の支援を受けてサンガラ政府を倒し、自身の軍事政権を成立させる。
シーズン7
軍事介入を行いジュマ政権を打倒しようとしているテイラー政権への牽制のため、アメリカ国内でのテロを画策する。右腕のデュバクを使ってアメリカ軍が引かなければテロを行うことを宣言。しかし、テイラー大統領は全く引かず、デュバクに命令したテロもジャックの活躍で全て失敗してしまい、最終的に首都が陥落して政権は打倒されてしまう。
ところが、ジュマ本人もアメリカ国内に潜伏しており、復讐のためにホワイトハウスジャックのテロを決行。自ら部隊を率いてホワイトハウスを襲撃し、計画通り大統領を人質に取ることに成功する。しかし、ブキャナンの身を賭した働きとジャックの活躍によってテロは終焉を迎え、最期はジャックに殺される。
シーズン3にてシェリー・パーマーを事情聴取する刑事役で出演した。
イケ・デュバク（大佐）（Colonel Ike Dubaku）
演 - ハキーム・ケイ＝カジーム、日本語吹替 - てらそままさき
登場：リデンプション、シーズン7
リデンプション
ジュマの元、サンガラでのクーデターに荷担。「アメリカの友人」ことジョナス・ホッジスと連携し、武器や人員を手配してきた。子供達を捕えに行った弟ユッスーがジャックに殺害されたため、自ら子供達を捕えに出かける。
終盤、部下と共にベントンを追い詰めるが彼が地雷で自爆し、巻き込まれる。そのまま部下達と共に死亡したと思われていたが、未公開映像では爆破で傷を負ったものの生き残っている。
シーズン7
サンガラへのアメリカの介入を阻止するべく、｢サミュエル｣という偽名でアメリカ国内に潜伏。CIPデバイスを用いて航空機ニアミス事故などを起こす。
後にジャックらの攻撃を受けて部下は全員死亡、CIPデバイスは破壊される。その後、恋人と共に出国を企てるが、ジャックよりデュバクの正体を知らされていた恋人が故意に交通事故を起こし、重傷を負う。その後、病院に搬送されるが、そこでジュマの部下に心臓発作を起こされ殺害される。
ユッスー・デュバク（Youssou Dubaku）
演 - （Zolile Nokwe）、日本語吹替 - 加瀬康之
登場：リデンプション
イケ・デュバクの弟。デュマの元、サンガラで子供たちを拉致し、少年兵として育て上げていた。ジャックに殺害される。
ローラン・デュバク（Laurent Dubaku）
演 - アジャリー・スミス、日本語吹替 - 近藤隆
登場：シーズン7
イケ・デュバクの息子。ジュマの部隊と共にアメリカに潜入していた。ジュマがホワイトハウスへ向かう際にはアジトの見張りを受け持つ。捜査していたルネを見つけて追い詰め、彼女より父・デュバクが死んだことを知らされるも、これを信じずに彼女を殺そうとしたところで、到着したラリーに射殺される。

#### スタークウッド
ジョナス・ホッジス（Jonas Hodges）
演 - ジョン・ヴォイト、日本語吹替 - 富田耕生
登場：リデンプション、シーズン7
民間軍事会社「スタークウッド」代表。リデンプションからシーズン7における黒幕の1人。
政府高官とも通じている合衆国の軍事政策にかかわる大物。スタークウッドを育てあげ、アメリカの国防・軍事政策の一端を担っていることに誇りを持つ。アメリカのために政府から依頼された汚い仕事も請け負っていたが、テイラー政権下でそのことを責められ圧力をかけられたことが原因で政府に対抗しようとする。ウィルソンらのグループの一員でもあった。
ジュマに資金援助を行い、その見返りとして生物兵器の実験・開発をしてもらう。首都ワシントンDCからほど遠くないスタークウッド社の基地でミサイルへの搭載など、生物兵器の完成を目指していた。生物兵器を脅しの材料にテイラーとの直接会見に臨み、自らが政権に入る為スタークウッドの無謀な権益拡大を要求するが、その間にトニーによって生物兵器は爆破されてしまい、そのまま拘束されてしまう。
その後、弁護士に扮したカーラに自殺すればスタークウッドも家族も守れると自殺用の毒薬を密かに渡される。護送中に毒薬を飲むが命を救われ、ジャックの尋問でテロ計画の全容を話す。この時の司法取引で証人保護プログラムを受けることになったが、オリヴィアが依頼した殺し屋に護送車を爆破されて死亡する。
グレッグ・シートン（Greg Seaton）
演 - ロリー・コクレーン、日本語吹替 - 黒田崇矢
登場：シーズン7
ホッジスの右腕。
FBIが生物兵器の捜査を始めたことを察知すると、兵器完成の時間稼ぎのためにホッジスを裏切った振りをしてトニーを騙し、嘘の生物兵器保管場所へ誘導する。結果として、時間稼ぎは成功し、政府との交渉のためにホッジスとホワイトハウスに赴くも、その間にトニーに生物兵器を爆破され、ホッジスと共に拘束される。
ジョン・クイン（John Quinn）
演 - セバスチャン・ロッシュ、日本語吹替 -
登場：シーズン7
スタークウッドの傭兵。
シートンの依頼を受けて、ジャックが犯人のように見せかけてバーネットを殺害する。さらに、ジャックを殺すために市警に扮してメイヤー議員の家を訪れ、メイヤーを殺害する。しかし、肝心のジャックに対しては彼の反撃を受け死亡する。その後、彼の携帯から生物兵器の到着時刻が判明する。
過去にもメイヤー議員との面会人や、リデンプションではロジャーの友人・クリスを事故死に見せかけ殺害したことがある。
ストークス（Stokes）
演 - マイケル・ロドリック（Michael Rodrick）、日本語吹替 -
登場：シーズン7
スタークウッドの傭兵。
生物兵器の運搬を担当し、ジャックやトニーと抗争しながらも奪取に成功し、トニーを拘束する。その後、トニーの尋問を担当するが、彼の口を割らせる作戦のためにシートンに射殺されたと思われたが狂言であった。その後、トニーがロケット燃料を爆発させるために気絶させられ、爆発後に拘束された。

#### 共謀者
デイヴィッド・エマーソン（David Emerson）
演 - ピーター・ウィングフィールド、日本語吹替 - 根本泰彦
登場：シーズン7
デュバクによるテロの協力者（下請け）。トニーの上司。元SAS。
かつてはヘンダーソンの部下で、トニーを回収した人物。ヘンダーソンの死亡後は、トニーを部下に数々の犯罪を行ってきた。デュバクの依頼を受けてCIPモジュールを使ったテロや、マトボ元首相夫妻の誘拐を狙う。トニーには家族のように慕われていた。
仲間に入ったバウアーを信用せず、マトボ夫妻誘拐後にこれを始末しようとする。しかし、トニーに撃たれて死亡する。
ライアン・ バーネット（Ryan Burnett）
演 - エヤル・ポデル、日本語吹替 - 仁科洋平
登場：シーズン7
ブレイン・メイヤー上院議員の第一秘書。ホッジス配下の人間で、FBI側のショーンとの連絡やデュバクと直接交渉にあたる。
デュバクが持っていた協力者に繋がるデータよりFBIに特定される。その後、ジュマが何らかの計画を進めていること（ホワイトハウスジャックのこと）を吐かせるために、ジャックの尋問を受けるが、政府職員がジャックを取り押さえ尋問は失敗に終わる。ホワイトハウスジャックの解決後、クインによって口封じのために殺される。
アラン・ウィルソン（Alan Wilson）
演 - ウィル・パットン、日本語吹替 -
登場：シーズン7
ホッジスと通じていた人物の1人。チャールズ・ローガンを裏で操っていたグループのメンバー。
アメリカの国益のためには武力も辞さない強硬派で、同じ志しを持つ者同士で国政を裏で操ってきた。これらの考えに反するテイラー政権が樹立したことを良く思っておらず、イスラム勢力の仕業に見せかけたアメリカ国内へのテロ攻撃を計画し、穏健路線を倒して自らのシンパが務める政権を目論んでいた。
ホッジスの暴走によって計画に支障が出るが、カーラとトニーが軌道修正をかけたことに満足する。その後、カーラの頼みを受けてトニーとの面会を約束する。実は、ミシェルの殺害を指示した黒幕であり、シーズン7におけるトニーの最終目的はウィルソンの殺害にあった。FBIの襲撃の混乱に紛れトニーに殺害されそうになるが、土壇場でジャックとルネに救われ、FBIに拘束される。しかし、自分に掛けられた容疑は証拠がないとして全面否認する。
カーラ・ボーデン（Cara Bowden）
演 - エイミー・プライス＝フランシス、日本語吹替 - 杉本ゆう
登場：シーズン7
ウィルソンの部下の女性。彼らのグループが起こす計画の実行役であり、互いの素性を知らないグループの仲介役でもあった。
拘束されたホッジスに自殺を促すため、彼の弁護士に化けて登場する。その後、トニーと行動を共にし、グループが考えていた当初のテロ計画を実行に移す。そしてトニーを高く買っており、彼を信頼してウィルソンに会わす。しかし、彼の殺害が目的であったトニーに最期は射殺される。

### シーズン8（ハッサン大統領暗殺・核兵器テロ）

#### カミスタン・スプリンターセル
サミール・メヘラン（Samir Mehran）
演 - ミド・ハマダ、日本語吹替 -
登場：シーズン8
反体制派グループ、カミスタン・スプリンターセルのリーダーの一人。ハッサン大統領殺害と核燃料棒強奪事件の首謀者。カミスタン人。過去にはハッサンと革命防衛隊の同志として活躍。
ストーリー中盤で、ハッサン大統領を監禁、ネット中継をし”罪状”を読み上げて殺害した。監禁場所に踏み込んだジャックに撃たれるも一命を取り留めるが、救命士に化けたロシアの工作員、バーヴェル・トカレフの手によって口封じの為に薬殺される。
タリン・ファルーシュ（Tarin Faroush）
演 - T・J・ラミニ、日本語吹替 -
登場：シーズン8
カミスタン大統領警護官
マルコス・アルザカール（Marcos Al-Zacar）
演 - ラミ・マレック、日本語吹替 - 入野自由
登場：シーズン8
サミールの下で働く、スプリンターセル工作員。アメリカ人の母とカミスタン人の父を持つ。父親がアメリカ政府から嫌疑をかけられた影響で、反米感情を持っている。CTUが流した偽の生存情報を元に、サミールからファラド・ハッサンの殺害を託される。その後、母親の身の安全と引き換えに投降を受け入れるが、サミールらの手により身体に巻かれた爆弾の起爆スイッチを入れられ、爆死。

#### 赤の広場
セルゲイ・バザエフ（Sergei Bazhaev）
演 - ユルゲン・プロホノフ、日本語吹替 - 藤本譲
登場：シーズン8
ロシアマフィアの秘密組織“赤の広場”のリーダー。平和協定の阻止をもくろむカミスタンの工作員と取引するため、ロシアから核燃料棒をアメリカに持ち込む。後に逮捕・起訴され、裁判所でジャックに脅され、一連の事件の黒幕が、ロシア政府であることを明かす。
ジョセフ・バザエフ（Josef Bazhaev）
演 - デイヴィッド・アンダース、日本語吹替 - 福田賢二
オレグ・バザエフ（Oleg Bazhaev）
演 - ジーン・ファーバー（Gene Farber）、日本語吹替 -
登場：シーズン8
セルゲイの息子たち。兄ジョセフは側近としてセルゲイの傍らで行動を共にし、弟オレグは核燃料棒の運搬を任せられたが、運搬中の不注意から被爆し、重度の症状を呈していた。セルゲイは核燃料棒がアメリカにある証拠としてファラドに見せた後、ジョセフはオレグを別荘に移動させるよう指示を受ける。しかし、弟を助けたい一心から命令に背き病院に向かい、医者を脅して治療を受けさせる。だが、治療中にセルゲイの部下に発見されてしまい医者は殺され、二人とも捕まり連れ戻されてしまう。怒ったセルゲイはジョセフを正し、計画の支障になると判断したセルゲイによってやむ無くオレグは殺され、兄の手で手厚く葬られた。ショックを受けながらもジョセフはそのまま計画に荷担する。
マイク・ファーマー（Mike Farmer）
演 - ダグ・ハッチソン、日本語吹替 - 田中正彦
登場：シーズン8
ニューヨーク市警の警官。ハッサン大統領暗殺の情報を持つビクター・アルーズを狙って刺客を向かわせたが二人ともジャックによって殺されてしまう。最後には自ら片を付けるためにロケットランチャーを使いビクターが搭乗しようとしていたCTUのヘリを破壊しアルーズを殺害した。引き続き同ユニット所属の警官ジェームズ・コーニグとその妻を脅迫、殺害し、彼の替わりに国連の警備に付き、暗殺計画を進める。ハッサン大統領の乗った車をマンホールに仕掛けた爆弾で爆破しようとしたがジャックの連絡を受けたコールの活躍により計画は失敗する。その後逃走をはかり追跡してきたコールを殺害しようとしたが応援で駆け付けたジャックによって射殺される。死体のタトゥーによってロシアンマフィアの秘密組織“赤の広場”の一員であったことが判明する。また、検死の際に兵器レベルのウラン235により被爆していたことが判明し、組織が核兵器を保有している疑念が浮かんだ。

### リブ・アナザー・デイ（無人機遠隔操作テロ）
マーゴット・アル・ハラジ（Margot Al-Harazi）
演 - ミシェル・フェアリー、日本語吹替 - 宮寺智子
登場：リブ・アナザー・デイ
無人機乗っ取りの首謀者。元アルカイダメンバーで別名「ヨークシャーの未亡人」。夫を無人機爆撃により失い、その指揮を執ったヘラー大統領への報復のためアメリカ軍の無人機を乗っ取りイギリス国内でのテロを計画する。
自らの大義に非常に忠実であり、計画の為には完全に冷酷に撤する女で、義理の息子であるナビードを徹底的に監視する為に盗聴と監視カメラを仕掛けるなど抜け目がない。自分の家族でも命令に逆らったり、裏切った場合は容赦はせず、彼が無人機操縦を拒むと彼の妻である自分の娘シモーヌの指を跳ねたり、ナビードがテロ計画を話したかもしれないとナビードの姉母子を殺すようシモーヌを仕向けたり、シモーヌが裏切ったと判断して入院中の病院を無人機で爆撃したりと、シリーズ中でもかつてない程に冷酷残忍な女である。
無人機乗っ取り直後にテストとして誤爆させ、更にイギリス上空の無人機6機を乗っ取り、ダミーのアジト、病院、街中を逃走するジャックの車と、乗っ取った無人機で次々に爆撃。ついには取引に応じたヘラー大統領までをも爆撃で殺害することを企む。
大統領が取引に応じた為、無人機をドーバー海峡に落とすが、6機目を落とす直前に裏切りが発覚。報復としてウォータールー駅を爆撃しようとするが、ジャックの強襲により失敗。その後、ジャックにビルの外に放り投げられて死亡した。
シモーヌ・アル・ハラジ（Simone Al-Harazi）
演 - エミリー・バーリントン、日本語吹替 - あんどうさくら
登場：リブ・アナザー・デイ
マーゴットの娘。ディレク・イエィツを操るために恋人として彼と関係を持つ。
イエィツの隠れ家が襲撃された際にイエィツと逃亡。マーゴットとの取引を蹴って他の取引相手を探そうとした為に彼を殺害。装置を強奪しマーゴットに合流した。
その後、夫であるナビードが無人機の操縦を拒むと指を切り落とされてしまう。これでナビードと逃げるかと思われたが、母への忠誠心は絶対で、結局は大切に思っていたにもかかわらず、裏切ったナビードの処刑を止めもせずに目の前で見届けた。
直後にナビードの姉から連絡があり、マーゴットから彼女を殺すように命令を受けるが、彼女と姪の事はナビード同様に大切に思っており巻き込みたくなかった為に逃げるように懇願したが、警察に通報されそうになり隠し持っていたナイフが見つかり、揉み合いになり彼女を刺し殺してしまう。それを見て逃げ出した姪を追いかけている最中にバスに引かれて重症を負い病院に搬送されたところをジャック達に発見されて尋問を受けるが、またしても忠誠心から口を割らなかった。彼女が姪を仕留め損なった事でマーゴットが病院を爆撃した際は母親の行為で多数の死傷者が出た凄惨な現場を目の当たりにする。ジャック達のおかげでかろうじて逃げ延びたが容態が悪化。命の保証はないにもかかわらず、薬で無理矢理に意識を戻させてナビードが残した証拠の在処を話したところで再び容態が悪化した。その後の生死は不明で登場していない。
イアン・アル・ハラジ（Ian Al-Harazi）
演 - リアム・ギャリガン、日本語吹替 - 時永洋
登場：リブ・アナザー・デイ
マーゴットの息子でシモーヌの兄。装置がマーゴットの元に届いて以降、装置を管理している。義弟のナビードが無人機操縦をしているのを見て覚えた為に、2度目の裏切りを知った時に用済みになった為に彼と操縦を交代した。
母への忠誠心はあるが、彼女の冷酷さには恐怖を感じており、妹のシモーヌが指を落とされてナビードを殺した時は妹を心配した発言をしている。
アジト、病院、街中と次々に爆撃を行い、大統領の殺害も成功したと思われたが、システムが乗っ取られた事に気付いてウォータールー駅に無人機を差し向けたが、屋上から強襲したジャックが窓の外に引っ張り出して墜落死した。
ナビード・シャーバズ（Naveed Shabazz）
演 - サッシャ・ダーワン、日本語吹替 - 河合みのる
登場：リブ・アナザー・デイ
シモーヌの夫。シモーヌと共にマーゴットの計画に荷担している。シモーヌとは本気で愛し合っていたが、義母のマーゴットの理念には恐怖を感じており、無関係な市民を巻き込む報復には反対していた。しかし、シモーヌと逃亡を謀るが自分への脅迫にシモーヌの指を切り落とした事で恐怖に屈した彼は操縦する事になる。それでも抵抗を続け、今度はマーゴットの犯行声明の映像に細工を施す。しかし、イアンがそれに気付いた為に失敗。無人機の操縦もイアンが覚えてしまった為に妻のシモーヌにも見放されてしまい殺害された。

## その他
シーズン1 / シーズン2 / シーズン3 / シーズン4 / シーズン5 / シーズン6 / リデンプション / シーズン7 / シーズン8 / リブ・アナザー・デイ

### シーズン1
ジャネット・ヨーク（Janet York）
演 - ジャッキー・マックスウェル、日本語吹替 - 相田さやか
登場：シーズン1
キムの先輩で友人。逃げる途中で車に轢かれ治療していた病院で、父親であるアラン・ヨークになりすましていたケヴィン・キャロルに殺害される。
リック・アレン（Rick Allen）
演 - ダニエル・ベス、日本語吹替 - 杉山紀彰
登場：シーズン1
本名リチャード・マーク・アレン。キムとジャネットをさらった誘拐犯。ゲインズに雇われていたが、最終的にジャックに協力してキムを助ける。銃撃戦の最中に被弾しながらもジャックと逃げ延び、合流場所でひとりで待っていたが、保護観察中の為に逃げ出して姿を消す。その後、再度キムから連絡を受けて自宅に招き入れるが、フランクが突然はじめた麻薬取引の現場に遭遇し逮捕された。
ダン・マウンツ（Dan Mounts）
演 - マシュー・ケリー（Matthew Carey）、日本語吹替 - 小上裕通
登場：シーズン1
本名ダニエル・マウンツ。ゲインズに雇われ、友人であるリックとともにキムとジャネットをさらった誘拐犯。途中でジャネットに逃げられてしまうが、ゲインズに彼女を殺したと嘘をついたことで、彼に殺されてしまう。
フランク・アラード（Frank）
演 - エドアルド・ベレリーニ、日本語吹替 - 清水敏孝
登場：シーズン1
ファミリーネームは異なるがダンの兄。ダンが誘拐で受け取るはずだった報酬で麻薬を買おうとするが、取引の寸前でダンが死んで報酬もないと知り、取引相手を襲撃しようと企むが、取引相手に化けた警察に逮捕された。
メラニー（Melanie）
演 - ナヴィ・ラワット、日本語吹替 - 根本圭子
登場：シーズン1
ダン達と一緒に住むリックの彼女。襲撃に参加しようとするものの警察に逮捕され、キムについて嘘の証言をする。
クルーグマン（Krugman）
演 - ダーリン・ヒームズ（Darin Heames）、日本語吹替 - 内田直哉
登場：シーズン1
フランクの家をガサ入れした際にキムを誤認逮捕した警察官。彼女が事件と無関係わかると、釈放し、彼女をCTUへと送りとどけようとするも途中に現れたドレーセンの部下に銃撃される。重傷を負ったものの、一命を取り留めた。
マーティン・ベルキン（Martin Belkin）
演 - ルドルフ・マーティン、日本語吹替 - 下山吉光
登場：シーズン1
外国の写真家。パーマーの元へ近づく許可証を持っていたため、これをマンディに奪われた上で飛行機ごと爆殺される。その後、彼そっくりに整形した暗殺者ジョナサンがパーマーの命を狙う。
モーリーン・キングスレー（Maureen Kingsley）
演 - デヴィカ・パリク、日本語吹替 - 野沢由香里
登場：シーズン1
パーマー夫妻の友人であるリポーター。だが、パーマーの子供達に関する過去のスキャンダルを知って公開しようとするが、シェリーに脅迫を受けてテレビ局を辞めさせられてしまう。ホテルを去る際にパーマーに身内にいる敵の存在を明かして去った。
パティ・ブルックス（Patty Brooks）
演 - タニア・ライト、日本語吹替 - 藤原美央子
登場：シーズン1
デイビッドを支える選挙スタッフの一人。彼のスピーチの台本を書いたりしている。秘かにパーマーに恋心を懐いており、その気持ちをシェリーの口車に乗って利用されてしまいパーマーを誘うよう仕向けられるが、お見通しだったパーマーからクビを宣告され、パーマーの元を去る。
カール・ウェブ（Carl Webb）
演 - ザック・グルニエ、日本語吹替 - 田原アルノ
登場：シーズン1
デイビッドの政策アドバイザーの肩書きを持つが、裏工作専門の人物。彼の政治生命に関わるようなスキャンダルから彼を守るために様々な裏工作をする強硬派。デイビッドに長年支えているが、それ以上にシェリーとの結びつきが強く、彼女と共に暗躍する。
エリザベス・ナッシュ（Elizabeth Nash）
演 - カーラ・ゼディカー、日本語吹替 - 山像かおり
登場：シーズン1
デイビッドを支える選挙スタッフの一人で、デイビッドの古い友人の娘。スパイであったアレクシス・ドレーセンに利用されており、突然その事実を知る。捜査に協力する為にアレクシスに再度接触するが、利用された怒りのあまり彼を刺す。結果としてこの傷が原因となりアレクシスは命を落とす。
ヴィクター・ロブナー（Victor Rovner）
演 - ジェフ・リケッツ（Jeff Ricketts）、日本語吹替 -
登場：シーズン1
CIA諜報員。暗殺者がロスに向かっている事をクアラルンプールからCTUに報告する。
マーク・デサルボ（Mark Desalvo）
演 - ルー・ダイアモンド・フィリップス、日本語吹替 - 小野健一
登場：シーズン1
政府の地下収容所所長。ジャックの話を聞き彼に協力するが、ヴィクターの長男であるアンドレに殺害された。
ロバート・エリス（Robert Ellis）
演 - ウェイド・ウィリアムズ、日本語吹替 - 菅生隆之
登場：シーズン1
元国家安全保障局の局員。ジャックとパーマーの共通点から敵の正体を暴こうとするも、トイレで殺されてしまう。
フィル・パースロー（Phil Parslow）
演 - ヴィンセント・アンゲル（Vincent Angell）、日本語吹替 - 石井隆夫
登場：シーズン1
テリーがジャックと別居中に知り合った外科医。テリーに惚れていたが彼女が家族を選んだ為に彼女を諦める。それからは会っていなかったが、テリーと会っていたレストランから彼女が記憶を無くしたと連絡があり、一緒に記憶を取り戻す為に手を尽くしてくれたが、助かったものの、襲撃に合い射たれて重傷を負ってしまう。
ニコラ（Nikola）
演 - エフゲニー・ラザレフ、日本語吹替 - 小山武宏
登場：シーズン1
家族ぐるみでドレーセン家を支援していた男。ビクター・ドレーセンの帰還を喜ぶも、彼に娘であるミラを殺害され、声をあげようとした際に殺される。
ターニャ（Tanya）
演 - ポーリー・ペレット、日本語吹替 - 細野雅世
登場：シーズン1
失神して記憶も失ったテリーに気づいて車に乗せてあげた女性。病院まで連れて行こうとしたがバースローと会っていたレストランに何かあるのを感じそこへ立ち寄る。その後自分のために待たなくても良いと言ったテリーに、いつかお礼を送れるよう連絡先の書いたメモとお金を渡してテリーの元を去って行った。

### シーズン2
ゲイリー・マシスン（Gary Matheson）
演 - ビリー・バーク、日本語吹替 - 藤原啓治
登場：シーズン2
キムがベビーシッターとして働いている家族の主人。一見、仲のいい家族に見えるが、妻カーラーや娘メーガンに対して激しいDVを行っていた。キムに対しても色目を使っている。シーズン2のサイドストーリーにおける悪役。
メーガンに暴力を働き怪我をさせたことでキムが連れ出すが、娘を手に入れるために追い回して1度はキムを諦めさせるが、怪我で入院した病院からの連絡で再び現れる。メーガンを誘拐したとキムを脅して諦めさせるが、核爆弾の脅威から逃げようと再びキムがメーガンを連れ去る。そして、カーラを殺した事がバレるのを恐れて追跡を諦めた。
しかし、終盤に自宅へ逃亡用の荷物を取りに向かったところで、同じく荷物を取りに来たキムと遭遇し、すべてキムのせいだと勝手な理屈をつけて殺そうとする。しかし、不意打ちを喰らって昏倒したところを拳銃を奪われ、ジャックの指示によって逆にキムに射殺される。
カーラー・マシスン（Carla Matheson）
演 - トレイシー・ミッデンドーフ、日本語吹替 - 寺田はるひ
登場：シーズン2
ゲイリーの妻でメーガンの母親。キムには優しいがゲイリーの暴力に苦しんでいた。
脳震盪を起こした娘を助けるため、キムに娘を預けて病院に行かせる。しかし、ゲイリーへの恐怖で心を乱し、電話をかけてきたキムを誘拐犯呼ばわりする。キムに諭された事で自分も逃げようとするがゲイリーに見つかり殺害されてしまう。遺体はゲイリーの車のトランクに隠されており、キム達が車を盗んで逃げだが、これにより二人は殺人容疑をかけられてしまう。
メーガン・マシスン（Megan Matheson）
演 - スカイ・マッコール・バートシアク、日本語吹替 - 下屋則子
登場：シーズン2
ゲイリーとカーラーの娘。父親から恒常的に虐待を受けており身体には骨折の痕があり、しかもゲイリーがDV発覚を恐れて病院で治療すらしていなかった。ゲイリーに突き飛ばされたことで頭蓋骨を骨折する。このため、カーラーは夫の目を盗み、キムに娘と逃げるよう頼む。ジャックの言い付けでCTUに向かうが直後に爆破され、ショック症状起こして入院。虐待後を見つけた病院からの通報でゲイリーが現れてしまい怯えるも、キムの説得を受けて再び逃走する。ゲイリーの車で逃走中にカーラの死体が見つかり警官に保護され、その後は核の脅威のない叔母の家に引き取られた。
マーシャル・ゴーレン
演 - カール・シアファリオ、日本語吹替 -
登場：シーズン2
テロに関わる人物ジョセフ・ウォルドの証人としてFBIに拘束されており、ウォルドの元に潜入する為にジャックが射殺した。
ロニー・マクレー（Lonnie McRae）
演 - ケヴィン・ディロン、日本語吹替 - 家中宏
登場：シーズン2
街外れの森の中にある小屋に住む青年。
いわゆる終末思想に取り付かれており、そのことから人里離れた所に1人で住んでいる。キムから核爆弾のことを聞いて暴走してしまい、さらに独りの寂しさから彼女と一緒に暮らしたいと考えるようになる。核爆弾が爆発したと狂言を行い、彼女を地下シェルターにとどめようとしたが、最後は嘘だとばれる。しかし、その後は小屋を去る彼女に協力する。
ミゲル（Miguel）
演 - イニス・キャシー（Innis Casey）、日本語吹替 - 三戸貴史
登場：シーズン2
シーズン2でのキムの恋人。格闘技をやっており、ゲイリーを数発で気絶させた。
キムの頼みで病院からメーガンを連れ出して逃亡を計るが、ゲイリーの車のトランクにあったカーラーの遺体が見つかり逮捕され、護送中に車の中でボヤを起こし脱走しようと考える。しかしそれに驚いた警官がハンドル操作を誤り事故を起こす。それに乗じてキムを逃がしたが右足切断の重傷を負う。その後キムに自分の姿を見て責任を感じて欲しくないという想いから別れを告げる。
ジェイニー・ドッジ（Jenny Dodge）
演 - タムリン・トミタ、日本語吹替 - 山口眞弓
登場：シーズン2
ホワイトハウス報道官。
エディー・グラント（Eddie Grant）
演 - ダグラス・オキーフ（Douglas O'Keeffe）、日本語吹替 - 中田譲治
登場：シーズン2
ジョセフ・ウォルドの仲間。ジャックが潜入していた頃は仲がよかった。彼がCTUの人間であることは知らない為、ジャックの土産であるマーシャルの生首と偽装データで再びジャックを信用した。CTU爆破の主犯で、計画終了後にジャックを殺そうとするも、返り討ちにあって死亡した。
ジョセフ・ウォルド
演 - ジョン・グリース、日本語吹替 -
登場：シーズン2
犯罪組織のリーダー。
ロン・ウィーランド（Ron Wieland）
演 - マイケル・ホールデン（Michael Holden）、日本語吹替 - 石川ひろあき
登場：シーズン2
ベテランの記者であり、核爆弾爆破を察知する。しかし、記事になって国民がパニックに陥ることを懸念した政府に拘束される。後に反パーマー勢力により釈放され、核爆弾の脅威と監禁されたことをTVで暴露した。
ジョナサン・ウォレス（Jonathan Wallace）
演 - グレッグ・ヘンリー、日本語吹替 - 内田聡明
登場：シーズン2
第3海兵集団第7偵察大隊バニング基地配属の特殊作戦部隊、「コーラルスネーク」の一人。シェリーの命令でジャックを襲う。
ユスフ・アウダ（Yusuf Auda）
演 - ドニー・ケシュウォーズ、日本語吹替 - 田中完
登場：シーズン2
サイエド・アリの国のエージェント。テロリストの国の政府職員という理由で、CTU職員からも警戒され、まともに仕事をさせてもらえなかった為にジャックを尾行して協力するよう頼む。その後、重要な証拠を運搬する最中に中東系というだけで町のならず者が詰め寄り、核爆弾を使ったと逆怨みされてリンチにされ命を落とす。
ダニー・デスラー（Danny Dessler）
演 - ルイス・フェレイラ、日本語吹替 -
登場：シーズン2
ミシェル・デスラーの兄。核爆弾が落とされ不安になりCTUにいるミシェルに電話する。以前、ダニーはミシェルから当事の上司キャリー・ターナーを紹介される。ダニーは家族を捨てキャリーと暮らすが、キャリーに捨てられ自殺未遂をしていた。
ミシェルに会いにCTUを訪れたダニーはそこでキャリーを見かけ襲い掛かる。

### シーズン3
ニコール・ダンカン（Nicole Duncan）
演 - アンドレア・トンプソン、日本語吹替 -
登場：シーズン3
衛生局の女性局長で当時のサニー・メイサーの上司。ジャックとはテリーが生きていた頃からの知り合いで、キムのことを心配に思っていた。またチェイスに続き彼女も、ジャックがドラッグをしていたことに気づく。後半のチャンドラープラザ・ホテル側にも登場。
アラン・ミリケン（Alan Milliken）
演 - アルバート・ホール、日本語吹替 - 宝亀克寿
登場：シーズン3
デイビッドの支援者。妻のジュリアがウェインと不倫していたことを知ると、デイビッドにウェインの辞任を迫る。昔ひき逃げの事故を犯していたがその罪をもみ消しており、シェリーがこれをネタにミリケンをゆすった。また心臓の病気を患っており毎日薬を服用している。ジュリアに会うために侵入したシェリーと口論になり発作を起こし、薬を奪われて手を引くよう迫られ死亡する。
ジュリア・ミリケン（Julia Milliken）
演 - ジーナ・トーレス、日本語吹替 -
登場：シーズン3
アラン・ミリケンの妻。若くしてミリケンと結婚するが、ミリケンからの束縛に辟易している。数年前にミリケンが脳卒中になった時期にウェインと不倫していたことがわかり更に束縛がキツくなる。ウェインのことを未だに引きずっているため説得にきたウェインを誘惑している。
その件でパーマー大統領にウェインを下ろすよう脅迫しているため、シェリーの計画に協力するが、発作を起こしたアランに薬を渡すことを邪魔されたことでアランは死亡する。1度はシェリーに協力してシラを切ることを決めたが殺してしまった重圧から警察に事実を話す。それにより情緒不安定になり、シェリーの自宅に乗り込む。そこにいたシェリーの陰謀の証拠を盗みに来たウェインの前でシェリーを射殺。直後に自分の頭を撃ち抜いて自殺した。
ケビン・ケリー（Kevin Kelly）
演 - ジャック・ケーラー、日本語吹替 -
登場：シーズン3
アラン・ミリケンが起こしたひき逃げ事件の被害者の父親。12年前の事件を目撃したが、大金を掴まされて口を閉ざしていた。しかし、シェリーの説得により話すことを決意するが口封じに拐われた。
クレイグ・フィリップス（Craig Phillips）
演 - ダグ・サヴァント、日本語吹替 -
登場：シーズン3
チャンドラープラザ・ホテルの警備責任者。
自分のホテルがウイルステロの標的になっていると知りCTUに協力する。懸命に従業員を指導しながら宿泊客の世話をするがウイルスに自らも感染してしまい命を落とす。
ジェーン・サンダース（Jane Saunders）
演 - アレクサンドラ・ライドン、日本語吹替 - 中村千絵
登場：シーズン3
バイオテロの首謀者、スティーブン・サンダースの娘。彼がテロを起こしていると知りCTUに協力する。
スティーブンにやめて欲しいと懇願するが、その方針を変えない父親の態度にショックを受ける。さらには態度を改めないサンダースに業を煮やしたジャックが脅迫のためにウイルスの撒かれたホテルに放り込まれそうになるが、サンダースが観念したために感染を免れた
テレサ・オルテガ（Theresa Ortega）
演 - キャメラ・ロペズ・ドーソン（Kamala Lopez-Dawson）、日本語吹替 -
登場：シーズン3
CTU職員ガエルの妻。シーズン3最終話で彼の遺品を取りに来ていたが、モニターに映ったサンダースの映像を見た瞬間殺意がわき、去り際に彼を射殺してしまった。
クラウディア（Claudia）
演 - ヴァネッサ・フェルリト、日本語吹替 -
登場：シーズン3
ヘクター・サラザールの恋人。サラザール一家の仕事には直接関係ないようだが、彼女の父が仕事を手伝わされたためにヘクターに怒りをぶつける。
以前ジャックの潜入中に逃げたいと彼に頼み、次第に彼と愛し合うようになったようだが、再び潜入してきたジャックに捜査官だった事を知って利用されたと思い込み激しく非難する。その後、ジャックの再潜入を知った事で再び逃がす代わりにチェイスの救出を頼まれて助け出して脱走する。
しかし、脱走の際の銃撃戦の流れ弾に当たってしまい死亡する。
オリオル（Oriol）
演 - （Josh Cruz）、日本語吹替 -
登場：シーズン3
クラウディアの父。サラザール一家の牧場を管理している。一家の仕事には関わらないよう約束していたようだが、1度だけとウイルス感染者の遺体を始末する手伝いをした事でクラウディアとケンカになる。
主人ではあるが、ヘクターと付き合っていることは快く思っていない様子。
セルジオ（Sergio）
演 - （Julian Rodriguez）、日本語吹替 -
登場：シーズン3
クラウディアの弟。ヘクターに憧れている節があり、ヘクターの銃を持ち出して怒られるが、銃の指南を受けて発砲して楽しみを覚えてしまい、ヘクターに靡いてしまった事でクラウディアの脱走をヘクターに話してしまう。
カイル・シンガー（Kyle Singer）
演 - ライリー・スミス、日本語吹替 -
登場：シーズン3
麻薬の運び屋を引き受けた青年。家が貧しい為に運び屋に手を出す。しかし、麻薬は偽装されたウイルスで、前金としてもらった金を両親が滞納した家賃を3ヶ月分を払った事で父親に咎められて運び屋をしたことがバレて親とケンカしてしまい、家を飛び出して恋人と逃亡しようとする。
その後、メキシコでウイルスを感染させられたと推測され、ショッピングセンターにいたところを発見。トニーに確保されそうなところを襲撃に合い逃走するが、サラザールの一味に恋人と捕まり隔離された。
ウイルスを撒くまいと自殺までしようとしたが失敗。直後に突入してきたCTUに発見されて救出されたが、今度はそのまま病院に隔離されてしまう。残り数時間の余命と思われたが、渡されたウイルスと思われた麻薬はただの粉末で推測された感染もまったくなく、無事に両親と再会した。
シンガー夫妻
カイルの両親。母親は病弱で透析を受けており、父親は失業中。就職面接から帰ってきたところ、カイルが3ヶ月分も家賃を払ったことを知って問い詰める。
口論になり、さらにはもみ合いになった事でウイルスの袋が破いてしまうが、偽物と判明する。その後、確保されたカイルと病院で再会するが、余命数時間を宣告されてしまう。悲しみの中、カイルとの今生の別れを悲しんだが、検査結果で陰性と判明。ウイルスには全く関係なかったことで無事に再会した。
ティム（Tim）
演 - ケット・タートン、日本語吹替 -
登場：シーズン3
カイルの親友。麻薬の取引を手伝うように頼まれるが拒否する。
アン・パッカード（Anne Packard）
演 - ウェンディ・クルーソン、日本語吹替 - 折笠愛
登場：シーズン3
シェリーとの離婚後、デイビッドが付き合い出した彼の主治医。元夫が新薬の開発についてデータ改竄をした疑いがあり、それについて偽証をした容疑がかけられており、対抗馬であるキーラー議員にその件について追及されてしまう。
その後元夫から連絡があり、無実の証明になる書類を渡すと言われて彼の元に向かい受けとるが、彼が目の前で自殺する。この事により自分とデイビッドの生きる世界があまりに違う事に気付かされて彼に別れを告げて去った。

### シーズン4
アンドリュー・ペイジ（Andrew Paige）
演 - ルーカス・ハース、日本語吹替 -
登場：シーズン4
クロエの友人。大学内で違法にソフトをダウンロードしようとしていた際にネットでの異常を発見し、クロエに連絡したが、CTUでは取り合ってもらえなかった。
その後情報の流出を恐れたテロリストに見つかったために友人と母親を殺害され、クロエとジャックに助けを求める。テロリストに拷問され重傷を負うが、ジャックの助けによって一命を取り留める。
ジェイソン・ジェラード（Jason Girard）
演 - T・J・サイン、日本語吹替 - 檀臣幸
ケリー・ジェラード（Kelly Girard）
演 - クローデット・ミンク、日本語吹替 - 石川悦子
登場：シーズン4
大統領専用機墜落現場に居合わせ、核のフットボールの入ったスーツケースを発見したキャンパーの夫婦。
ジャックの指示のもと、フットボールをマルワンに渡さないために夫婦ともに発電所へ逃げた。マルワンにフットボールとファイルを奪われ、口封じされそうになったところをジャックに救われる。
デビー・ペンドルトン（Debbie Pendleton）
演 - レイトン・ミースター、日本語吹替 -
登場：シーズン4
ベルース・アラズの恋人。何も知らずにベルースを付けて行った場所がヘラー長官の監禁場所だった為に、ベルースの母親のディナ・アラズに毒を盛られて殺される。
ジーン・マクレナン（Gene McLennan）
演 - ビル・スミトロヴィッチ、日本語吹替 - 島香裕
登場：シーズン4
オーバーライドを開発したマクレナン・フォースター社社長。マルワンが社員だと知り、1度は政府に全てを話すと決断したが、押しきられる形で隠蔽に加担する。
ジョン（John）
演 - アルビー・セルズニック、日本語吹替 -
登場：シーズン4
マクレナン・フォースター社社員。マルワンが偽名を使って自社に入り込み、オーバーライドの開発に関わっていたことを隠す為に社長を押しきって隠蔽しようと画策。コンロンがデータの改竄で対応していたが対応しきれなくなり、全ての電子機器を破壊する電子爆弾(EMP)を使う。
デイヴ・コンロン（Dave Conlon）
演 - トーマス・アラナ、日本語吹替 - 青山穣
登場：シーズン4
マクレナン・フォースター社警備主任。ジョンと同じく、隠蔽に加担する為にデータ改竄を行っていたが、ポールに自分の知らない設定方法を使われた為に対応しきれなかった。その為に引き出されたデータを印刷したポールを捕まえて拷問にかける。さらには傭兵部隊を呼びジャック達を襲撃する。1度は射殺されたと思われたが、防弾ベストで助かり気絶。気絶から回復してジャックを狙うがポールに阻まれてジャックに射殺された。
ナジ（Naji）
演 - ドミニク・レインズ、日本語吹替 -
登場：シーズン4
サファ（Safa）
演 - オミッド・アブタヒ、日本語吹替 -
登場：シーズン4
スポーツ用品店を営む兄弟。ジャックが銃弾を補給しようと店に近づいたところ、略奪者と勘違いして撃つが浸入される。出ていくようジャックに言われるが、父親が築いた大切な店と、中東系というだけで略奪をする略奪者やテロリストたちに憤慨し、ジャックと戦う決意。銃撃戦に参加する。
デイビッド・ワイス（David Weiss）
演 - エヴァン・ハンドラー、日本語吹替 - 宇垣秀成
登場：シーズン4
弁護士事務所アムネスティグローバルの弁護士。捜査妨害の為にマルワンが送り込む。第三者が立ち会わない限り尋問はさせないと捜査を妨害する。あまりに早く着いた為にジャックに疑われ、釈放後に立ち去る。

### シーズン5
ダイアナ・ハクスリー（Diane Huxley）
演 - コニー・ブリットン、日本語吹替 - 相沢恵子
登場：シーズン5
フランク・フリンと名乗り、日雇い労働者として生きていたジャックの世話をしていた女性。彼の過去を詮索することなく愛している。
ジャックをつけていなくなったデレクを心配していたところジャックからの連絡でロスに向かう。
デレク・ハクスリー（Derek Huxley）
演 - ブラディ・コーベット、日本語吹替 - 日野聡
登場：シーズン5
ダイアナの息子。フランク（ジャック）に全幅の信頼を寄せる母親とは違い、彼のことをよく思っていない。そのことからクロエ救出に向かったジャックの跡をつけて見つかり銃撃戦に遭遇。その後パーマー暗殺現場に同行し、クロエからジャックの真実を知らされる。その後は協力的になり、ダイアナの元に送ってもらいジャックに謝罪するが、オンタリオ空港での異変に気付き、ジャックに知らせようと中に入ったことから空港で人質になってしまった。全国中継で射殺されそうになるが、ジャックの機転で救われようやく解放された。ジャックとのわだかまりも解け、ようやく彼に心を開く事ができた。
ジェイムス・ネイサンソン（James Nathanson）
演 - ジェラント・ウィン・デイヴィス、日本語吹替 - 石田圭祐
登場：シーズン5
元CIA局員。ウォルト・カミングスを誘い、テロリスト達に空港を占拠させた張本人。東アジアの石油利権を確保し、国を繁栄させようという愛国心から、空港でのテロの騒ぎに乗じて神経ガスを盗ませようとする。しかし、ビエルコに裏切りが知られ、命を狙われたことから神経ガスの情報と交換条件でジャック達に身の安全を保障してもらおうとする。しかし、ビエルコの手下の狙撃され、ジャックに神経ガスの情報がはいったチップを渡しながら絶命する。
イネッサ・コワルスキー（Inessa Kovalevsky）
演 - アンジェラ・サラフィアン、日本語吹替 -
登場：シーズン5
ジェイコブ・ロスラーの性奴隷として買われた15歳の少女。1年半前から彼に暴力を受けており、身体中にアザがある。ジャックが突入したことで救出されたが、免責条件にロスラーが連れて行くと要求したことを知り、恐怖から彼を射殺する。
アンドレイ（Andrei）
演 - ロバート・マフィア（Robert Maffia）、日本語吹替 - 斧アツシ
登場：シーズン5
スザンヌ・カミングス（Suzanne Cummings）
演 - アラ・コロト、日本語吹替 - 重松朋
登場：シーズン5
ウォルト・カミングスの妻。カミングスが死んだ為に呼び寄せられ、マーサが真実を話そうとしたが、悲しみに暮れる彼女には話すことが出来ず、真実をふせられた死因を聞かされる。
ハリー・スイントン（Harry Swinton）
演 - ピーター・ホールデン、日本語吹替 - 古澤徹
登場：シーズン5
CTUロサンゼルス支局の警備員。
神経ガステロから逃げ延びリンと共に小部屋で生存する。しかし、2人が犠牲にならなければ職員全員が死亡することを聞かされ、やむなくそれに同意する。
家族に最後の電話をした後、リンを見送る。その後皆の無事を祈り、リンと共に死亡した。
アイド・ウェンドリー・ブラウン（Aide Wendy Brown）
演 - ロバート・マフィア（Robert Maffia）、日本語吹替 - タルタエリ
登場：シーズン5
ティム・ルーニー（Tim Rooney）
演 - ジェレミー・レイ・ヴァルデズ、日本語吹替 - 高橋圭一
登場：シーズン5
ロシアの原子力潜水艦の機関士。階級は軍曹（だが彼曰く、「機関士であり、戦闘訓練は未経験」）。
緊急事態と聞いた大尉に艦尾に行くよう指示を受ける（その結果、大尉は上甲板に出た所をウラジミール・ビエルコに撃たれて死亡、同僚達も散布された神経ガスにより命を落とすが、彼だけは艦尾にある密閉区画で生き延びることができた）。その後通信でジャック達に救助を要請。怯えながらもジャックの命令でテロリストを殺害。その後ジャック達を中に入れ、彼らを（途中まで）サポートした。
カール・モスマン、ローズ夫妻
エブリンが証拠を隠した銀行の支店長。真夜中に銀行に入るためにジャックに自宅へ侵入された。妻は縛られ、夫カールは銀行に同行し、ウェインを知っていた為に二人から真実を知らされ協力を申し出る。しかし、脱出の際に起きた銃撃戦の流れ弾を食らい死亡する。

### シーズン6
ワリード・アル＝レザニ（Walid Al-Rezani）
演 - ハリー・J・レニックス、日本語吹替 - 浦山迅
登場：シーズン6
IAEの代表。弁護士のサンドラがFBIの捜査を妨害したことで共に逮捕され、イスラム系の拘留施設に送られる。
テロリストと思われる拘留者を発見したため、FBIの要求で潜入捜査を行うが、その拘留者は持ち込んだ携帯でサイトから拾っただけの情報だった。それを、さも自分たちはテログループの人間と思わせ振りな発言をしてあおただけだったことがわかる。しかし、携帯を盗み出したことがバレて裏切り者呼ばわりを受けてリンチを受け重傷を負ってしまうが、病院に搬送されて一命をとりとめた。
アーサー・ウェルトン（Dr. Arthur Welton）
演 - ジム・ホームズ（Jim Holmes）、日本語吹替 -
登場：シーズン6
ホワイトハウスでウェインの治療を担当した医師。カレンとサンドラの要求でウェインを昏睡状態から覚醒させる。
ウェイン本人の希望でアドレナリンの注射を行い、修正25条の会議でウェインの健康を証言した。
マーク・ハウザー（Mark Hauser）
演 - デヴォン・ガマーソール（Devon Gummersall）、日本語吹替 -
登場：シーズン6
セキュリティコンサルタント。ADHDの兄ブレイディの世話をしながら生活している。ブレイディにマークの会社から違法にソフトを入手させて売りさばいていた様子。マークがグレデンコからの新しい注文でブレイディに最新ソフトをダウンロードした際にCTUが突入し、負傷した。
ブレイディ・ハウザー（Brady Hauser）
演 - スコット・マイケル・キャンベル、日本語吹替 - 飛田展男
登場：シーズン6
ADHDの青年。ハッキングの天才で、弟のマークに言われるがままにソフトやデータの違法ダウンロードを繰り返している。
CTUの突入でマークが負傷したため代わりに協力し、グレデンコの拘束に貢献する。
レイ・ウォレス（Ray Wallace）
演 - ラファエル・スバージ、日本語吹替 - 樫井笙人
ジュリアン・ウォレス（Jillian Wallace）
演 - ミーガン・ギャラガー、日本語吹替 - 棚田恵美子
スコット・ウォレス（Scott Wallace）
演 - マイケル・アンガラノ、日本語吹替 -
登場：シーズン6
上記3名はウォレス家の住人。テログループの一人アハメットの近所。近所の荒くれ者に襲われた彼を救ったにもかかわらず、家族を人質に取って怪我をした自分の代わりに核爆弾の基板を買う金をレイに運ばせる。レイが基板を手にいれた見返りに妻ジュリアンに通報しないよう脅して解放するが、ジュリアンが通報。CTUに伝わり、ジャック達の突入でスコットは救われた。レイも基板を届けたが、人質として捕らわれる。スーツケース核爆弾確保の為にCTUが突入するが、テロリストが核爆弾を爆発させた為にレイは死亡した。
リタ・ブラディ（Rita Brady）
演 - （Missy Cryder）、日本語吹替 - 東條加那子
登場：シーズン6
ダレン・マッカーシーの愛人。派手目で口やかましく金好きな女。核爆弾に関わる仕事とは知らずにマッカーシーに協力。モリスから核爆弾に関わる事と知ると動揺しながらも700万ドルの報酬に目が眩んでマッカーシーを殺害。モリスをファイエドの元に連れて行くとモリスの拷問を見せつけられて恐怖を覚え、CTUの突入から逃れる為に金は要らないからと逃走しようとしたが射殺された。
マーク・ビショップ（Mark Bishop）
演 - マイケル・シャンクス、日本語吹替 -
登場：シーズン6
ロビースト。ロシア諜報員との繋がりがあり、リサと付き合うふりをしながら彼女の端末から密かにデータを盗み出してロシアへ売っていた。
囮捜査の為に帰ってきたリサの言動に囮だと気付き、彼女にワイン瓶で殴られて負傷し、逆上して彼女の首を絞めて殺そうとしたところを拘束された。その後、ロシアに偽情報を流した。

### リデンプション
カール・ベントン（Carl Benton）
演 - ロバート・カーライル、日本語吹替 - 家中宏
登場：リデンプション
サンガラのオカバンゴ児童保護施設の運営者。ジャックの特殊部隊時代からの友人。
元アイルランド出身の兵士で特殊部隊に所属していた。現在は、サンガラで地元の子供たちや孤児たちを対象とした児童保護施設を運営している。国を出たジャックを匿い、トラメルの召喚令状に基づく忠告も拒否する。子供たちのためならどんな犠牲もいとわない人徳者。
ジュマの侵攻作戦が始まり、ジャックと共に施設の子供達を連れて首都の大使館へと向かう。その途中、地雷に接触してしまった子供の身代わりとして自身が地雷の上に留まる。そして追跡してきたデュバク達を道連れに地雷を爆破させ、死亡する。
フランク・トラメル（Frank Tramell）
演 - ギル・ベローズ、日本語吹替 - 宮本充
登場：リデンプション
サンガラ・アメリカ大使館駐在の主席政務補佐官。
職務に忠実な公務員で、バウアーに召喚状を渡すため、彼の下に何度も通うが拒否され続けている。ベントンとは友人らしいが反りが合わない。
終盤に子供達を亡命させたいバウアーに対して交換条件として召喚状に従うことを提案、これを履行させた。ジャックを拘束してアメリカ本国へ帰国させる。
チャールズ・ソレンズ（Charles Solenz）
演 - シーン・マイケル、日本語吹替 - 宗矢樹頼
登場：リデンプション
サンガラに駐在する国連職員。オカバンゴ児童保護施設に食料を配達をしている。
争いごとを嫌う日和見主義者ではあるが、ジャックに対して嫌がらせ同然の嫌味を吐き捨てる人物。更には現地にいるにもかかわらずジュマの侵攻や子供達の誘拐などに関して信じようとしない。ジュマの侵攻作戦が開始され、国外脱出のため大使館に向かう際、子供達と一緒にいると襲われると考えて中立を保つ事を言い訳に単独行動を取る。しかし、これが仇となってデュバクのパトロール隊に拘束され、ジャック達の情報を喋ってしまうばかりか我が身可愛さのあまり協力すると申し出る。その後は不明。
ウィリー（Willie）
演 - シヤブレマ・ランバ（Siyabulela Ramba）、日本語吹替 - 東條加那子
登場：リデンプション
オカバンゴ児童保護施設の生徒の一人で、ベントンだけでなくジャックとも親しい。兄はデズモンドと他に兄弟かいる（劇中には登場しない）。ジャックから娘（キム）への土産にしようとしていたバンダナをもらったことがある。彼を非常に慕っており、彼が施設を出ようとした際には家族の霊を見るからここには居たくないから一緒に行きたいと懇願したものの断られて涙を流した。

### シーズン7
マイケル・レイサム（Michael Latham）
演 - ジョン・ビリングズリー、日本語吹替 -
登場：シーズン7
CIPファイアウォールを設計した主任技師。冒頭で娘と車に乗っていた際にトニーらに拉致され、CIPの修理を強要される。
その後デュバクの逃走に利用され、爆発に巻き込まれて死亡。
ジョン・ブルナー
科学薬品工場長。デュバクのテロ攻撃を受け殺虫剤用の科学薬品タンクが暴走。工員と民間人を守るために、制御室内に一人で入って手動で制御をした。勇敢にも一人で立ち向かい、僅かながらも制御に成功。しかし、大量の薬品を浴びたために死亡した。
マリカ・ドノソ（Marika Donoso）
演 - エヌーカ・ヴァネッサ・オークマ、日本語吹替 -
登場：シーズン7
サミュエルと偽名を使ってアメリカに潜伏していたデュバクの恋人。デュバクは彼女の事は本気のようで、国外逃亡をしようとした際に連れて行く準備をしていた。
突入したジャックにデュバクの悪行を聞かされ、デュバク逮捕に協力するが、逃走の妨害をして事故に会い命を落とす。
ローザ・ドノソ（Rosa Donoso）
演 - （Andi Chapman）、日本語吹替 -
登場：シーズン7
マリカの姉。足が不自由で車椅子生活を送っている。デュバクを疑っており、移民局の知り合いに協力を頼んで身分を偽っている事を知る。捜査に協力しようとする妹にやめるよう説得するが、彼女の強い意思に負け、ルネに必ず守る事を約束して見送る。
しかし、マリカは命を落としてしまったことでショックを受け、ルネを激しく責めた。
カール・ガドス
生物兵器が運び込まれた港の警備責任者。妻がおり、双子を妊娠中。長年子供を欲しいと願っていて不妊治療に3年もかかってようやく妊娠した待望の子供達だったが、3年の治療で莫大な費用がかかった為に金欲しさからスタークウッドの密輸を手伝う。
ジャックに見つかり協力を仰がれてわざと一味を招き入れる。用済みになった為に始末されそうになるが、ジャックに救われて無事に逃げ出した。その後、事件記者のケンに騒ぎを話したらしく、知らぬ間にオリヴィアを脅迫する材料を与えている。
ダグ・ノウルス（Doug Knowles）
演 - クリス・マルケイ、日本語吹替 -
登場：シーズン7
スタークウッドの会長。ジョナス・ホッジスの暴走を恐れてメイヤー議員の調査に協力していた。FBIの突入が失敗した為にジャックからの連絡を受けて、生物兵器探索に協力する。トニーの潜入の為に囮となりホッジスと対峙するが、不意を突かれて殺される。
ケン
結婚しているにもかかわらず、オリヴィアに気がある記者。会うたびにアプローチをかけてはいるがかわされ続けている。オリヴィアとは持ちつ持たれつの関係で、互いに情報のやり取りをしていた模様。
ジャックがバーネット殺害容疑で追われている際に、イーサン・ケニンがジャックの尋問を許可した事をオリヴィアから情報聞いてイーサンに揺さぶりをかけた。
その後、生物兵器の存在を嗅ぎ付けたことでオリヴィアを呼び出し公表しない事で真実を聞き出したが、嘘をつき公表しようとする。彼女に自分と寝れば公表しないと約束して寝たが、また約束を破り公表しようとした。
しかし、携帯で一部始終を撮影していたオリヴィアに大々的に発表して妻にも教えると逆に脅されて口を閉ざす事になる。
ジブラーン・アルザリアン（Jibraan Al-Zarian）
演 - オミッド・アブタヒ、日本語吹替 -
登場：シーズン7
アルザリアン兄弟の兄。イスラム系の留学生でビザが1年前に切れており不法滞在中。トニーに利用されて弟のハミットを人質に取られテロリストに仕立てあげられてしまう。 地下鉄テロに協力させられてしまうが、ジャックの活躍により無事に救いだされて弟と再会した。
ハミット・アルザリアン（Hamid Al-Zarian）
演 - ラフィ・ガヴロン、日本語吹替 -
登場：シーズン7
アルザリアン兄弟の弟。トニーに人質に取られ、ジブラーンをテロリストに仕立てあげられてしまう。監禁中にジャックらに救出される。
導師ゴハール
アルザリアン兄弟の身元保証人。モスクで導師として働く。容疑者として手配されたジブラーンの居場所を聞き出すためにジャックが訪れ問いただすが本当に知らない為、知らないと主張する。疑いが晴れない為に同行させられるが、途中で捏造された証拠をクロエが発見した為にジャックから詫びをもらう。彼にとっては意外だった為に彼は驚き、ジャックに対しての印象が少し変わる。
全てが終わった後、ジャックの頼みにより病院に来て、ジャックが今までの任務で行ってきた事を彼に打ち明けた。

### シーズン8
ビクター・アルース（Victor Aruz）
演 - ベニート・マルティネス、日本語吹替 - 乃村健次
登場：シーズン8
情報屋（劇中での絡みは詳しく語られていないが、シーズン2〜3の間でラモン・サラザール逮捕のための潜入捜査で協力をしていたらしい）。
リタイアしていたジャックの家を突然訪問。ハッサン大統領暗殺計画の情報提供と引き換えに、CTUの保護と免責を要求。ジャックの手配でCTUのヘリが移送のため派遣されたが、暗殺を目論むマイク・ファーマーのロケットランチャーによる攻撃で負傷し手がかりをジャックに話して死亡した。
メレディス・リード（Meredith Michelle Reed）
演 - ジェニファー・ウェストフェルト、日本語吹替 - 寺田はるひ
登場：シーズン8
女性新聞記者。ハッサン大統領の愛人。
ハッサン暗殺計画の罪を着せられてしまうが、散々ヘイスティングスに訊問を受けるが疑いが晴れて無事に釈放。直後にハッサンと再会し互いの気持ちを確認するが、今まで築きあげたものや今回の会談を壊す訳にはいかないと打ち明けたハッサンの気持ちを汲んで別れを選んだ。ストーリー終盤では、ジャックからローガンが一連の事件に関与している事を示す証拠を受け取るも、証拠隠滅を図るテイラーの命令を受けたFBIに再び逮捕され、証拠も奪われてしまう。
ケビン・ウェイド（Kevin Wade）
演 - クレイン・クロフォード、日本語吹替 - 伊丸岡篤
登場：シーズン8
デイナの元恋人。保護観察中。デイナの過去を知っており、それを理由に彼女の部屋の鍵の要求。その後はさらに犯罪への協力を迫る。彼女を脅迫して1度だけと約束させ警察の証拠品管理倉庫を襲撃、まんまと成功させたことで味をしめて気が変わり、今後も手引きをさせようとする。事態を知ったコールから脅されて二度と姿を見せるなと言われデイナのことを諦める。だが、ニックは諦めようとしなかったことで彼の説得を試みるが直後に刺されてしまう。駆けつけたデイナに仲間に手伝わせたことを詫びながら死んでいった。その後、デイナとコールにより沼に沈められた。
ニック・コフリン（Nick Coughlin）
演 - （Michael Filipowich）、日本語吹替 -
登場：シーズン8
ケビンの相棒で指名手配犯。口数は少ないが、ケビンよりも更に凶暴な性格をしており、連れ込んだ女たちにもヤバすぎると恐れられていた。保護観察官のプレイディには人でなしとまで言われている。倉庫の襲撃に成功して味をしめてデイナをまた利用しようとするが、コールに脅され、ケビンを殺した後デイナも狙うがコールに射殺された。
ビル・プレイディ（Bill Prady）
演 - スティーヴン・ルート、日本語吹替 - 塩屋浩三
登場：シーズン8
ケビンの保護観察官。
行方不明なったケビンを探すため、彼と通話履歴のあったデイナを尋ねてCTUを訪れる。ケビンらが引き起こした警察署強盗にデイナも加担したとほぼ確信しており、彼女を追求する。そして、はぐらかそうとするデイナに鋭い指摘を重ね、ついには言い逃れできないところまで追い詰めることに成功する。しかしその結果、犯罪の発覚とテロ計画への支障を怖れた彼女に口封じのため殺されてしまった。
ジェイムス・コーニグ（James Koernig）
演 - （Joe Nieves）、日本語吹替 -
登場：シーズン8
ニューヨーク市警の警官。国連の警備を担当することになっていた。同僚のファーマーに警備を代わるよう強要され、口封じのため夫婦もろとも殺される。
エイミス巡査部長
タリンが潜伏したホテルを包囲したニューヨーク市警の警官。自信過剰で傲慢な上、縄張り意識丸出しでジャックの待機命令を無視して勝手に突入。タリンに返り討ちに合って、フォークナー巡査とマーティン巡査とともに射殺され、タリンにフォークナーの警察無線を奪われ捕獲作戦の撹乱を招いてしまう。
パーヴェル・トカレフ（Pavel Tokarev）
演 - ジョエル・ビソネット、日本語吹替 -
登場：シーズン8
ロシアの一級工作員。ノヴァコヴィッチの指揮でハッサン大統領暗殺計画の影で暗躍。サミールを殺害した際、ルネに顔を見られてしまい、自身の存在に気づいた彼女を殺害。続けてジャックも殺害しようとしたが失敗。ローガンの命令で再びジャックを殺害しようとするも、ジャックの罠にかかりジムの協力で捕えられ拷問を受けるが、直前に携帯電話のSIMカードを飲み込んだことに気づいたジャックに腹を切り裂かれ死亡した。SIMを戻したトカレフの携帯から、ローガンの関与が判明する。
ジヤ・ダキロフ（Ziya Dakhilov）
演 - （Jon Sklaroff）、日本語吹替 -
登場：シーズン8
武器密輸団のメンバー。仮出所中でGPSを付けられている。ルネが潜入する為に彼を訪れ、邪魔なGPSを外す為に親指を切断されるが、莫大な報酬の為に動く。
ウラジミール・ライタナン（Vladimir Laitanan）
演 - カラム・キース・レニー、日本語吹替 - 木下浩之
登場：シーズン8
武器密輸団のメンバー。ルネの潜入後、逮捕を逃れて5年間潜伏していた。ルネの来訪に疑問を持ち殺そうとするが、ルネの決死の芝居にかかり取引に乗る。かなりのサディストで過去にルネへの執着からレイプと暴行を行っており、2回病院送りにしている。相変わらず暴力でルネを支配しようと脅している。ウランの売り手がいないとわかると、取引を反故にしてジャックを殺そうとするが、食い下がるルネを殴り付けると我を忘れたルネに殺された。
ジェイソン・ピラー（Jason Pillar）
演 - リード・ダイアモンド、日本語吹替 -
登場：シーズン8
ローガンの秘書。アメリカ海兵隊に所属していた。ダニエルズ政権では国防情報局副長官
ジャックの殺害を望むローガンの命令で、CTUにジャック捜索班の指揮官として赴任する。ロシア工作員を使いジャック捕獲と称し、殺害を目論むが、ジャックの罠に嵌まり、工作員は全滅し、トカレフを捕獲されてしまう。ローガンに深みにはまる前に手を引くことを提案するが、受け入れられず殺害計画を続行する。テイラー大統領が罪を公に告白した事を知り、これ以上悪事を重ねない為に改心した大統領の求めに応じようとしたところ、自殺を決意したローガンに殺害される。
ジェイムス・リッカー（James Ricker）
演 - マイケル・マドセン、日本語吹替 - 石塚運昇
登場：シーズン8
ジャックの知り合い。元グリーンベレー、CIA工作員
シーズン8の7年まえに死亡した事になっているが、ニューヨークで武器や情報の調達屋をしている。湾岸戦争で受けた恩義から、武器、装備の提供とトカレフ捕獲に協力する。

### リブ・アナザー・デイ
ベルチェック（Belcheck）
演 - ブランコ・トモヴィッチ、日本語吹替 - 河合みのる
登場：リブ・アナザー・デイ
ジャックの協力者。口数は少ないが、ジャックとのコンビネーションは抜群で、彼の命令にも従順である。セルビアの元マフィア。
ジャックと同じく様々な銃器に精通しており、クロエ救出時の対物ライフルや武器商人ラスク強襲時のスナイパーライフルなど、多数の銃器を扱える。
ジャックのCIAロンドン支局からの脱走や「オープン・セル」の追跡、ラスク強襲、ヘラ―大統領保護、チェンの追跡と八面六臂の活躍を見せる。最後はクロエとの身分交換に応じたジャックをロンドン郊外まで送り届ける。
カール・ラスク（Karl Rask）
演 - アクセル・ヘニー、日本語吹替 -
登場：リブ・アナザー・デイ
武器商人で、マーゴット・アル＝ハラジに通じている。リブ・アナザー・デイの2年前からジャックはラスクと共に活動していた。
ジャックは事件の数週間前にラスクの資金20万ドルを持って姿を消しており、アル=ハラジとのコネクションを突き止めるためにラスクのもとに現れた。ラスクはジャックに資金の行方を問い詰め、また部下に、ジャックが連れてきたケイト・モーガンを尋問させる。
ラスクは、ジャックが資金を預けているGGS銀行の職員ついてハッタリをかけるも、ジャックは動揺せず、自身の口座に資金を転送する準備を始める。転送手続きを終えようとしていた時にMI5の武装捜査官がアジトに突入し、銃撃戦となる。ラスクはジャックに殴られ意識を一時的に失ったのち、アジトの奥からアサルトライフルを持って現れ自身もMI5の捜査官に向け発砲するも、ジャックに銃を突き付けられ降伏する（この間に転送手続きはジャックが終わらせ、アル=ハラジの居場所を追跡できるウイルスがラスクの口座に送信されている）。ラスクは逮捕されそうになるが、一瞬の隙をつき捜査官の手榴弾を奪い、少なくとも3人の捜査官を巻き添えに自爆する（ジャック曰くMI5の襲撃で「少なくとも5人の捜査官が死んだ」とのこと）。
ラスクとアル=ハラジの具体的な取引内容は不明。
エイドリアン・クロス（Adrian Cross）
演 - マイケル・ウィンコット、日本語吹替 - 向井修
登場：リブ・アナザー・デイ
ハッカー集団「オープンセル」の首謀者。クロエとは恋愛関係。
CIAロンドン支局長のナバロから受け取った機密情報を中国（チェン）に流していたが、装置を自身の理想に使おうとしチェンの怒りを買い、「オープン・セル」のメンバー共々殺害されてしまう。
デレク・イエーツ（Derrick Yates）
演 - ジョセフ・ミルソン、日本語吹替 - 時永洋
登場：リブ・アナザー・デイ
ハッカー集団「オープンセル」のメンバー。エイドリアンと思想が違いすぎたために彼から見放された。
その後マーゴットの依頼で無人機乗っ取り装置を造り出す。しかし、取引の直前で現れたジャックをマーゴットの暗殺者と勘違いしたことで逃走。
シモーヌと別の取引相手を探そうとしたために正体を表したシモーヌに殺された。
シェル（Chell）
演 - マンディープ・ディロン、日本語吹替 - 下山田綾華
登場：リブ・アナザー・デイ
ハッカー集団「オープンセル」のメンバー。
ピート（Pete）
演 - （Charles Furness）、日本語吹替 -
登場：リブ・アナザー・デイ
ハッカー集団「オープンセル」のメンバー。
アロン・バシャー（Aron Bashir）
演 - テイマー・ハッサン、日本語吹替 -
登場：リブ・アナザー・デイ
ヘロインのディーラー。
ジェームズ・ハーマン（James Harman）
演 - アレックス・ラニペクン、日本語吹替 -
登場：リブ・アナザー・デイ
スティーブ・ナバロに雇われていた元CIAの暗殺者。